# Affaire Harvey Weinstein
Pour les articles homonymes, voir Weinstein.
L'affaire Harvey Weinstein est la révélation publique de harcèlements et d'agressions sexuelles commises par Harvey Weinstein, personnalité influente de l'industrie du cinéma américain.
En octobre 2017, le New York Times et le New Yorker rapportent qu'une douzaine de femmes accusent Harvey Weinstein, un producteur de cinéma américain renommé, de harcèlement sexuel, agression sexuelle ou viol. À la suite de ces accusations, de nombreuses autres personnalités féminines de l'industrie du cinéma accusent Weinstein de faits similaires. Weinstein dément avoir eu des relations sexuelles non consenties.
Peu après la révélation des premières accusations, Harvey Weinstein est licencié de sa compagnie, la Weinstein Company, et exclu de l'Academy of Motion Picture Arts and Sciences et d'autres associations professionnelles. Des enquêtes judiciaires et des plaintes sont lancées par six femmes à Los Angeles, New York, et Londres. À la suite de cette affaire particulièrement médiatisée, de nombreuses personnalités publiques, issues notamment du monde du spectacle, se voient reprocher des faits similaires.
Les retombées internationales de cette affaire sont importantes tant en Europe qu'en Amérique latine et en Asie. Elles entraînent de nombreuses manifestations ainsi que d'innombrables mobilisations sur les réseaux sociaux. L'affaire provoque une série d'accusations envers de nombreuses personnalités publiques des médias, de la politique et du spectacle : le phénomène est surnommé « effet Weinstein ». De manière plus large, cette affaire débouche sur un débat sur les violences faites aux femmes et leur occultation, interrogeant le statut des femmes dans la société.
Harvey Weinstein est condamné en 2020 à 23 ans de prison pour viol et agression sexuelles sur deux femmes.

## Contexte américain

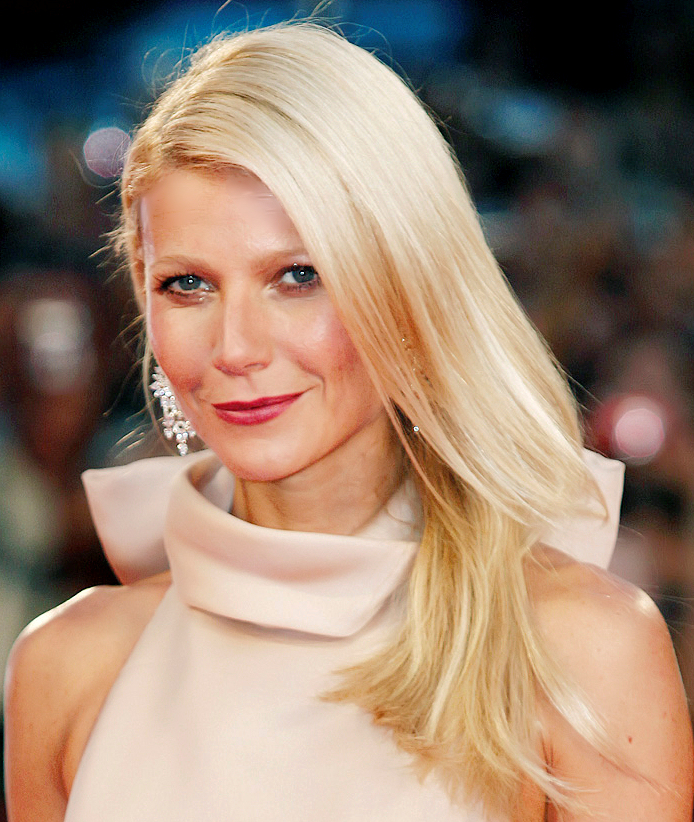
En 1998, Gwyneth Paltrow est la première à évoquer publiquement le comportement de Weinstein.

Harvey Weinstein et son frère Bob Weinstein créent la société de production cinématographique Miramax et dirigent l'entreprise de 1979 à 2005. En mars 2005, les Weinstein fondent The Weinstein Company et quittent Miramax en septembre,.
Des rumeurs de pratiques de « promotion canapé » à propos de Weinstein circulent à Hollywood depuis des années et des personnalités notoires de l'industrie du cinéma y font parfois allusion. En 1998, Gwyneth Paltrow indique, dans l'émission Late Show with David Letterman, que Weinstein « peut vous obliger à faire un truc ou deux ».

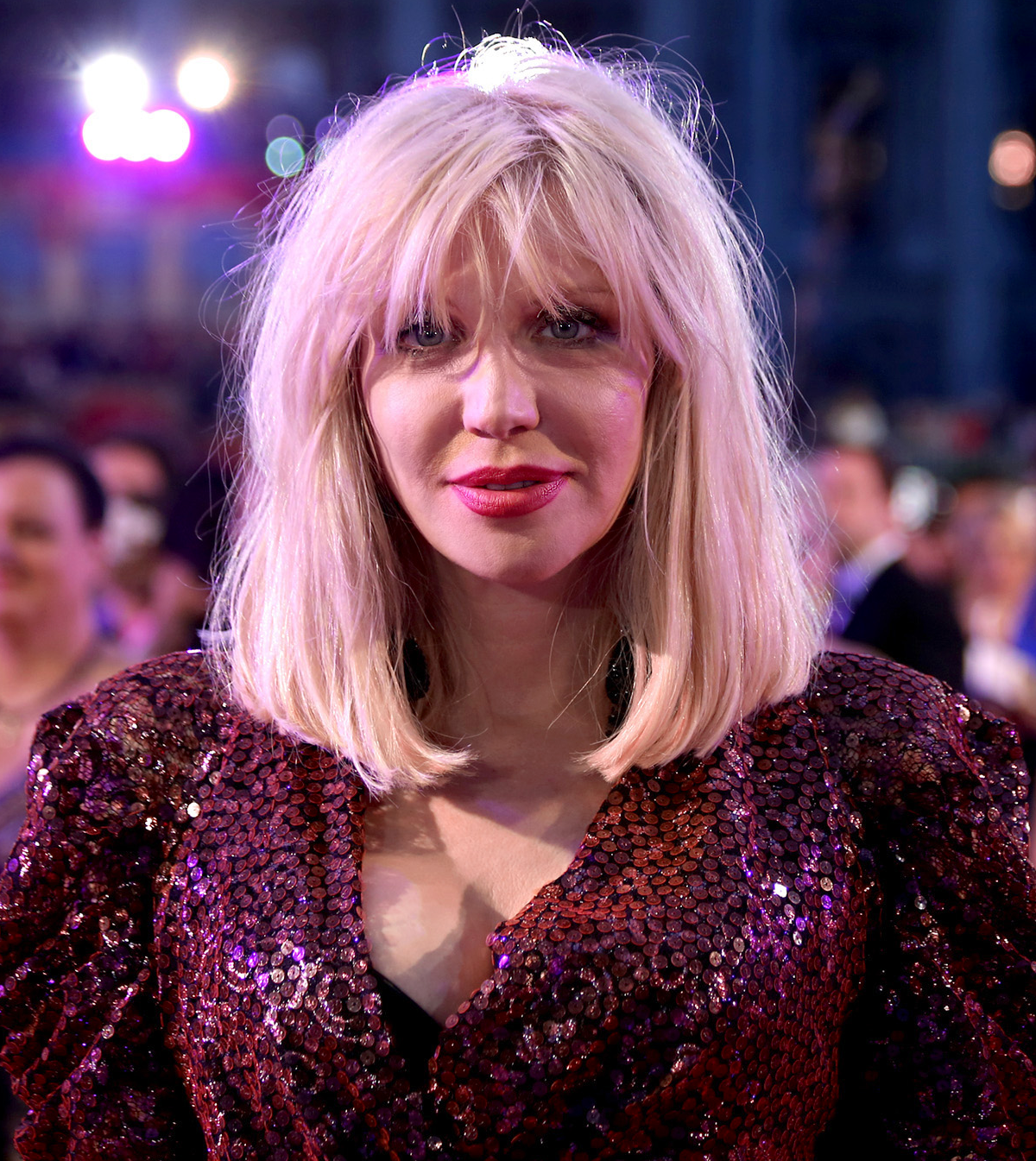
Courtney Love.

En 2005, Courtney Love lance un avertissement destiné aux jeunes actrices : « Si Harvey Weinstein vous invite à une fête privée au Four Seasons, n'y allez pas. »
En 2010, un article, intitulé « Harvey's Girls » (« Les filles de Harvey ») pour Pajiba, évoque la réputation de Weinstein à propos de ses pratiques de « promotion canapé » : « Régulièrement au fil des ans, Harvey choisit une nouvelle fille et en fait sa favorite. »
En 2012, un personnage de la série télévisée 30 Rock indique :

« Je n'ai peur de personne dans le show business, j'ai décliné les avances sexuelles de Harvey Weinstein pas moins de trois fois. »

À la cérémonie des Oscars de 2013, l'animateur Seth MacFarlane plaisante en annonçant les nominations pour les Oscars de la meilleure actrice : « Félicitations, vous voici désormais cinq à ne plus avoir à prétendre être attirée par Harvey Weinstein. »

En 2015, Jordan Sargent écrit, dans un article de Gawker intitulé « Tell Us What You Know About Harvey Weinstein's 'Open Secret' » (« Dites-nous ce que vous savez à propos du secret de polichinelle de Harvey Weinstein »), que : 

« [les] rumeurs concernant la pratique de Harvey de monnayer son pouvoir dans l'industrie en échange de faveurs sexuelles — consenties ou non — ont tendance à demeurer confinées à des conversations murmurées et des commentaires de blogs au niveau du commérage. »

La même année, le New York Times rapporte que Weinstein est interrogé par la police, après qu'une femme de 22 ans l'a accusé d'attouchements inappropriés. La femme en question, le modèle italien Ambra Gutierrez, coopère avec la police pour obtenir un enregistrement audio dans lequel Weinstein admet l'avoir touchée de façon inappropriée. Alors que l'enquête de police progresse, les tabloïds commencent à publier des articles diffamatoires à propos de Gutierrez, la décrivant comme une arriviste opportuniste. Le procureur de Manhattan Cyrus Vance Jr. décide de ne pas poursuivre Weinstein, en alléguant un manque de preuves, contre l'avis même des services de police qui considèrent les preuves à charge comme suffisantes.

### Les accusations de 2017
Des accusations de harcèlement sexuel et d'agressions sexuelles de la part de Weinstein sont rapportées par les journalistes Jodi Kantor et Megan Twohey dans le New York Times le 5 octobre 2017. Les témoignages accusent Weinstein de harcèlement sexuel pendant trois décennies, et indiquent aussi qu'il a conclu huit arrangements financiers avec huit femmes de la Miramax et la Weinstein Company,.
Le 10 octobre 2017, le correspondant de NBC News Ronan Farrow dévoile dans le New Yorker les allégations supplémentaires de treize femmes agressées sexuellement, en indiquant qu'il en aurait également violé trois. Farrow indique qu'il souhaitait dévoiler l'affaire quelques mois auparavant avec NBC, mais qu'il a subi des pressions pour ne pas publier, ce que NBC dément. Selon Farrow, seize assistants et responsables en relation professionnelle avec Weinstein ont indiqué avoir été témoins ou informés des avances sexuelles non consenties de Weinstein à des femmes. Quatre actrices ont indiqué leurs soupçons concernant le fait qu'après avoir repoussé les avances de Weinstein ou s'en être plaintes, il les a retirées des projets ou convaincu d'autres de le faire. Nombre de sources de Farrow ont indiqué que Weinstein faisait référence à son influence pour faire publier des histoires dans les médias à propos des personnes ayant croisé son chemin. The New Yorker publie l'enregistrement de la police de New York City police de 2015 dans lequel Weinstein admet avoir touché Gutierrez.
Le 20 octobre 2017, l'actrice Heather Kerr donne des détails sur l'agression sexuelle qu'elle a subie.

### Tentatives de discréditation des victimes
Harvey Weinstein fait appel en 2016 à diverses sociétés dont Kroll et Black Cube pour tenter de discréditer les femmes qui se plaignent de son comportement. Un contrat de 1,3 million de dollars est conclu avec l'agence de renseignement privée Black Cube. Cette société, qui compte d'anciens agents du Mossad et de l'Aman, admet en novembre 2017 que ce contrat était une erreur,, et fait des excuses publiques.
Le but avéré est d'empêcher la publication des affaires de harcèlement et du livre de Rose McGowan intitulé Brave. Les agences de renseignement ont pour mission de collecter des informations personnelles et de dresser des profils psychologiques des anciennes victimes. Weinstein supervise les enquêtes et demande même à des anciens employés de téléphoner aux personnes concernées. Il fait également appel à ses avocats, dont David Boies, célèbre pour avoir défendu l'égalité dans le mariage devant le Congrès et réglé le litige concernant Al Gore lors des élections présidentielles américaines de 2000. Boies signe même un contrat avec Black Cube visant à empêcher une publication dans The Times, alors que sa société représente le journal dans d'autres affaires.
Ben Wallace du magazine New York et Rose McGowan sont ainsi contactés par une femme se présentant comme Diana Filip de Reuben Capital (en) dans le cas de Mcgowan et Anna pour Ben Wallace, se prétendant soit solidaire des agressions, soit elle-même victime.
La même personne envoie également des e-mails à Jodi Kantor du Times. Un site fictif pour Reuben Capital est même créé, avec une section « Women Focus ».

### Victimes déclarées
Asia Argento publie le 30 octobre 2017 la liste des personnes ayant annoncé publiquement avoir été agressées par Harvey Weinstein. 93 femmes se disent victimes de Harvey Weinstein et 14 témoignent avoir été violées.

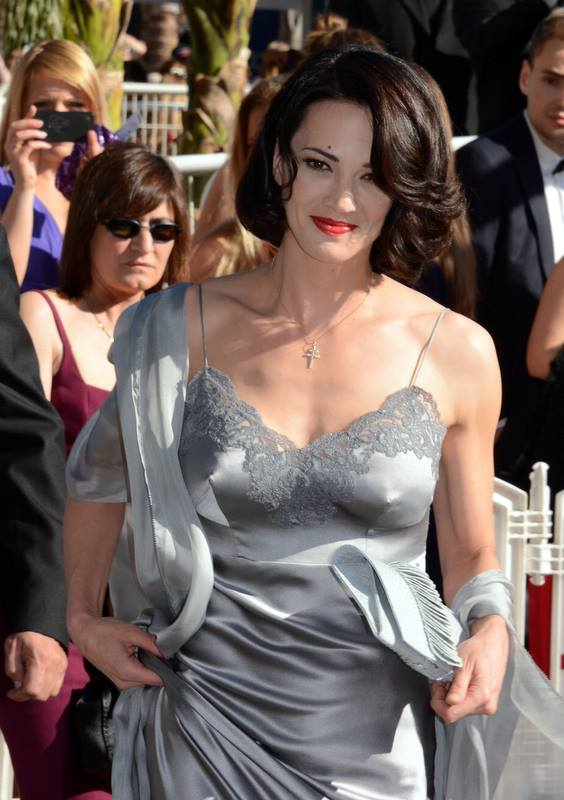
Asia Argento
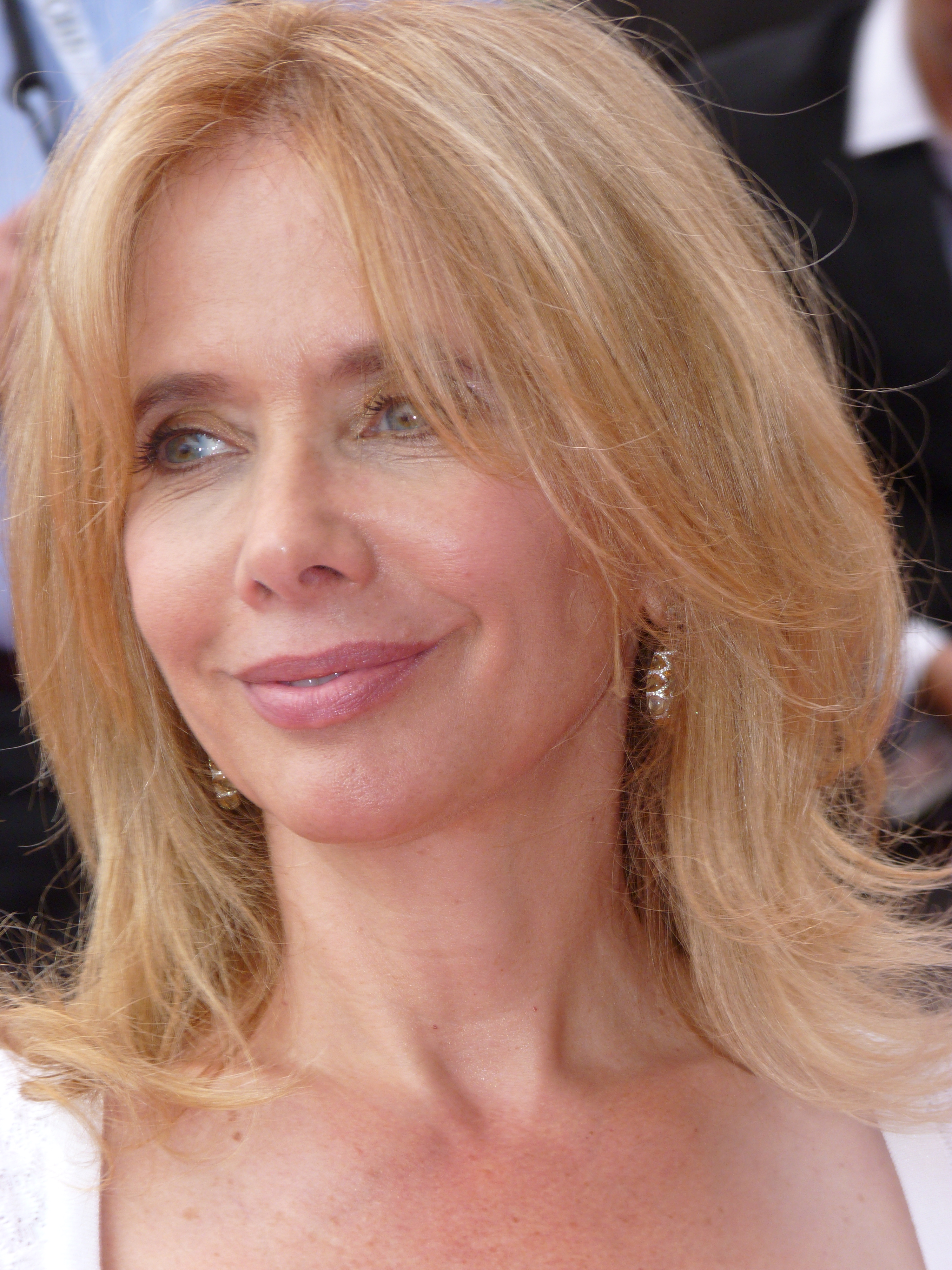
Rosanna Arquette
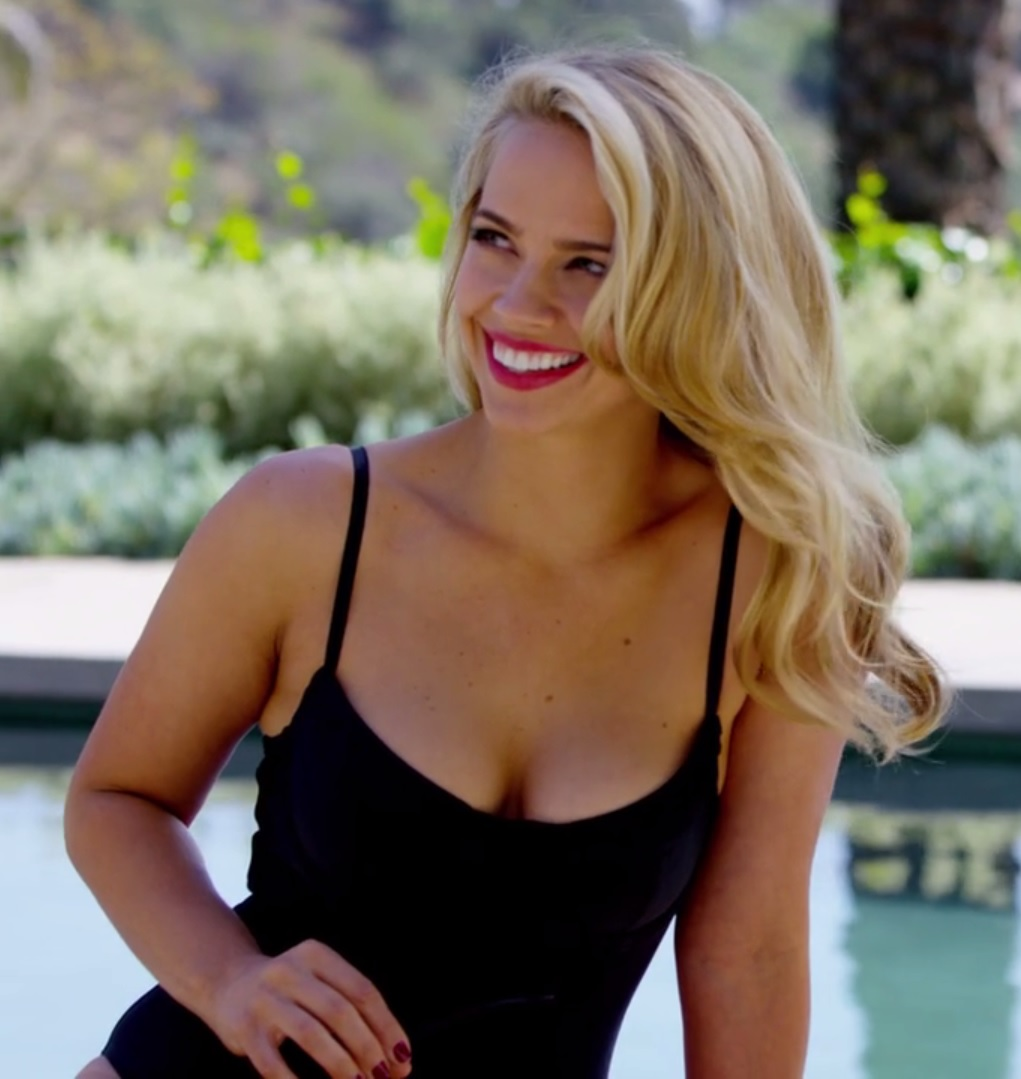
Jessica Barth
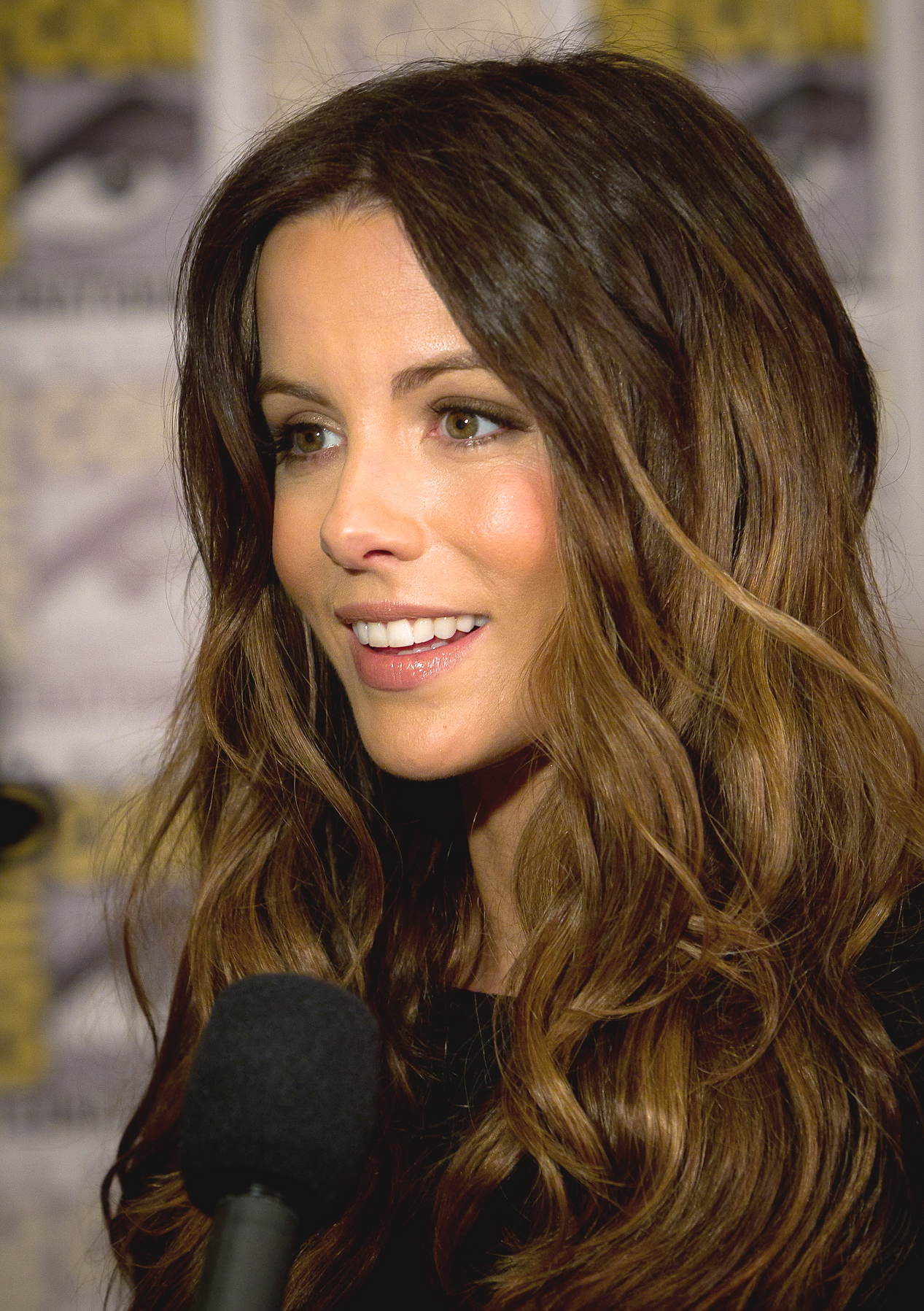
Kate Beckinsale
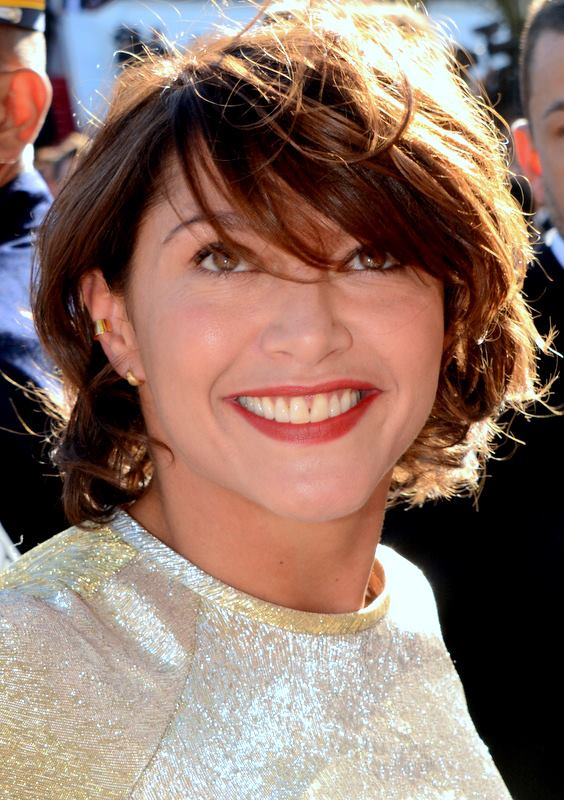
Emma de Caunes
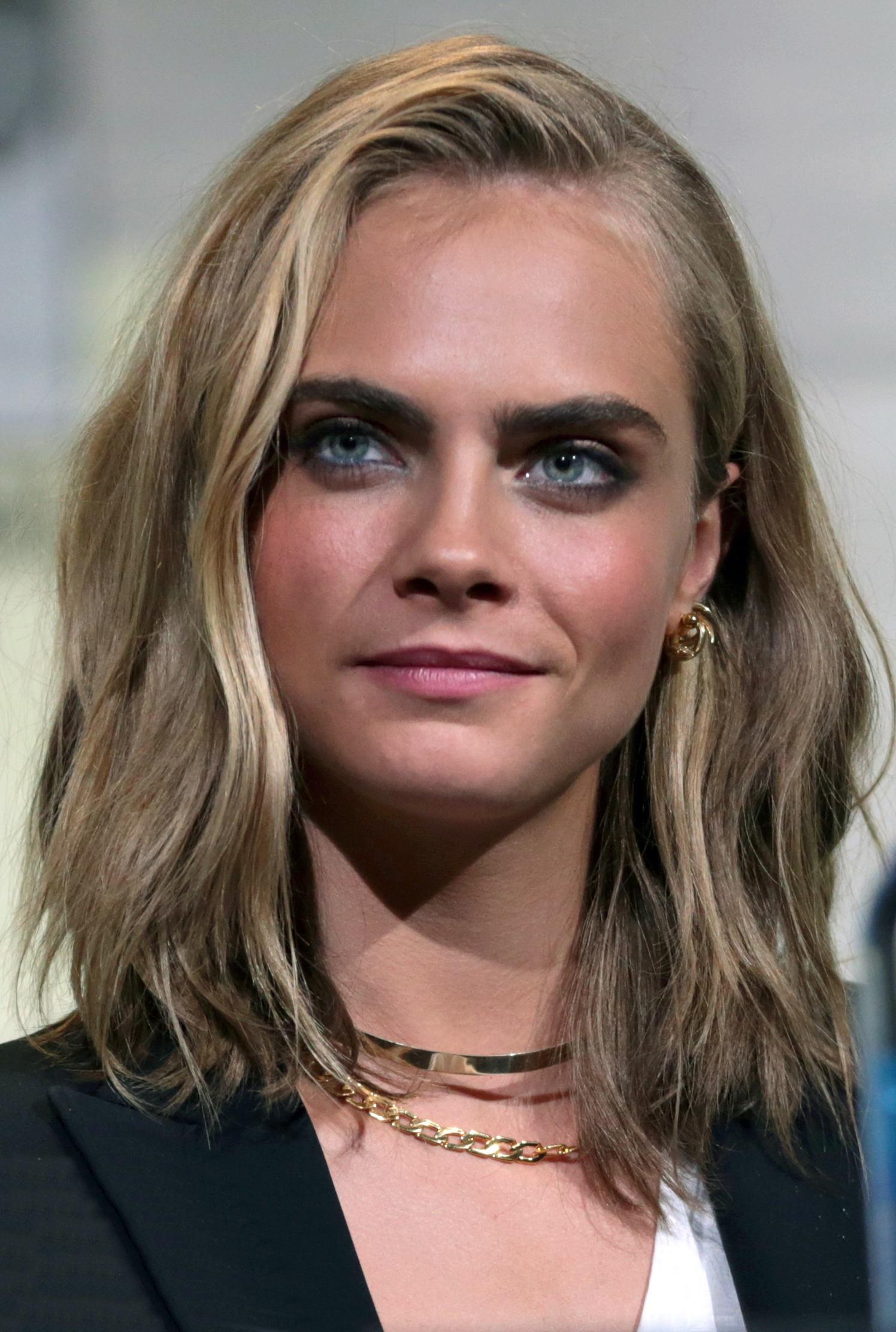
Cara Delevingne
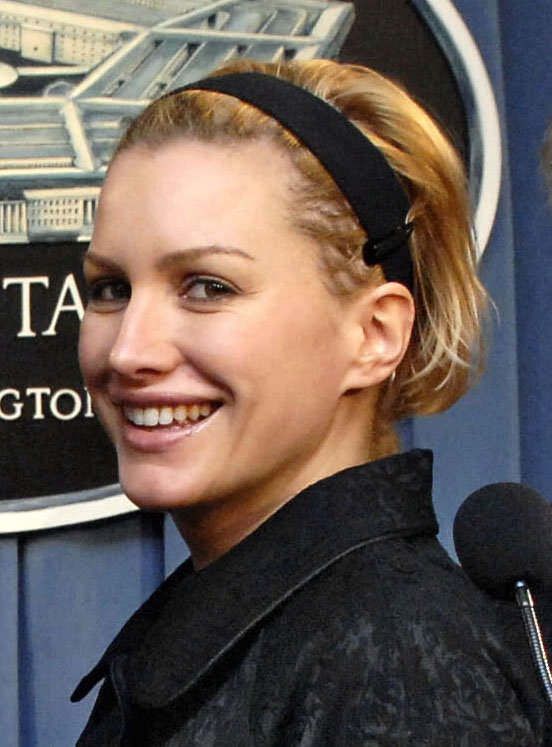
Alice Evans
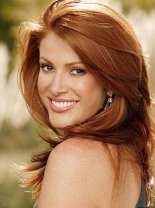
Angie Everhart
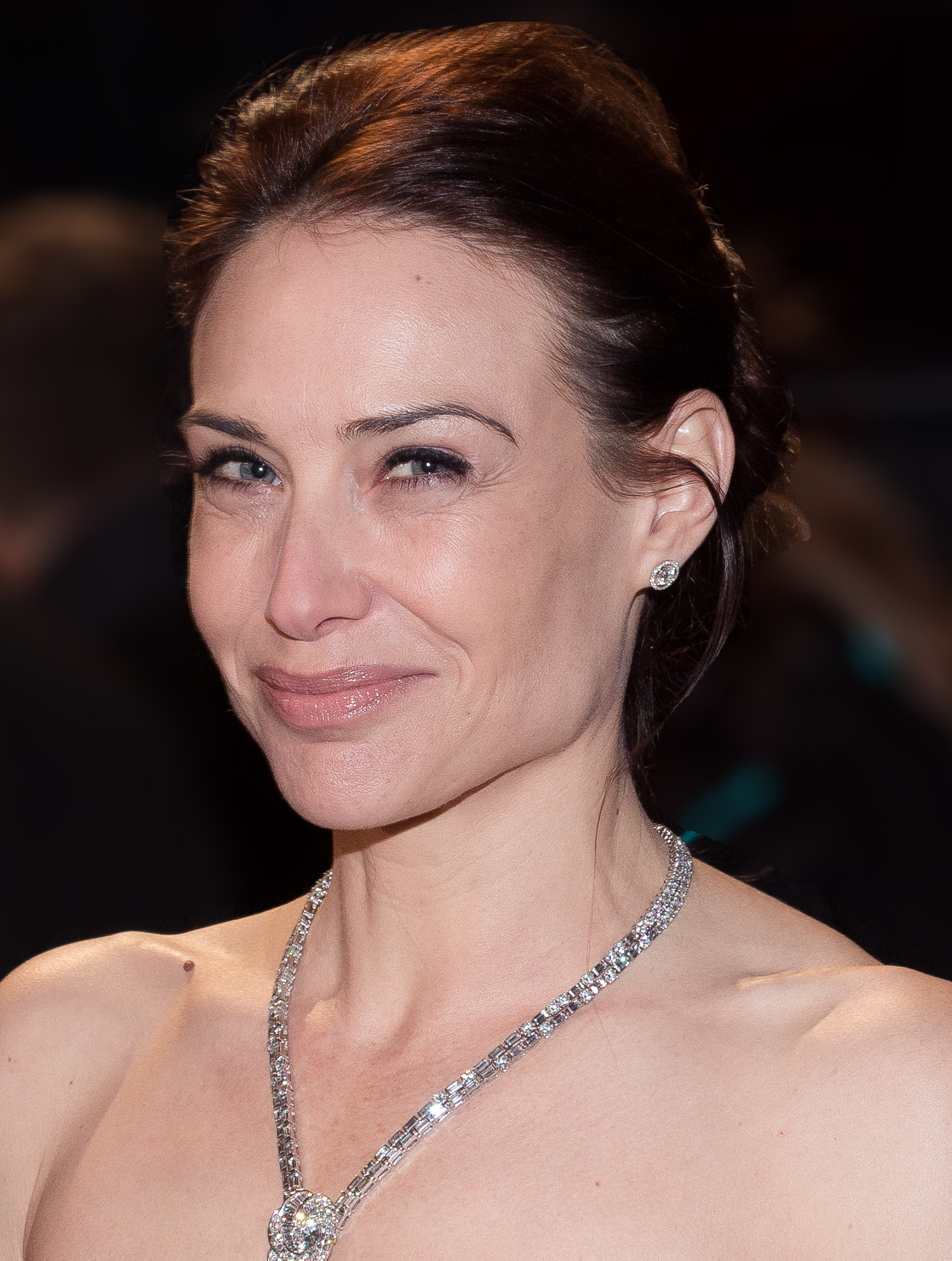
Claire Forlani
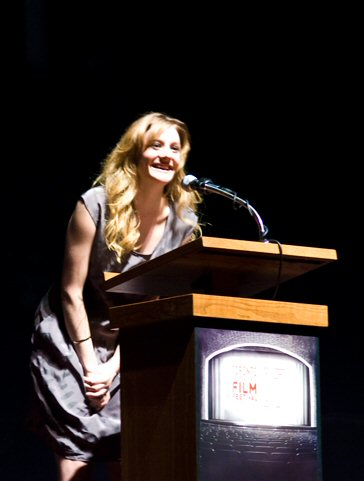
Romola Garai
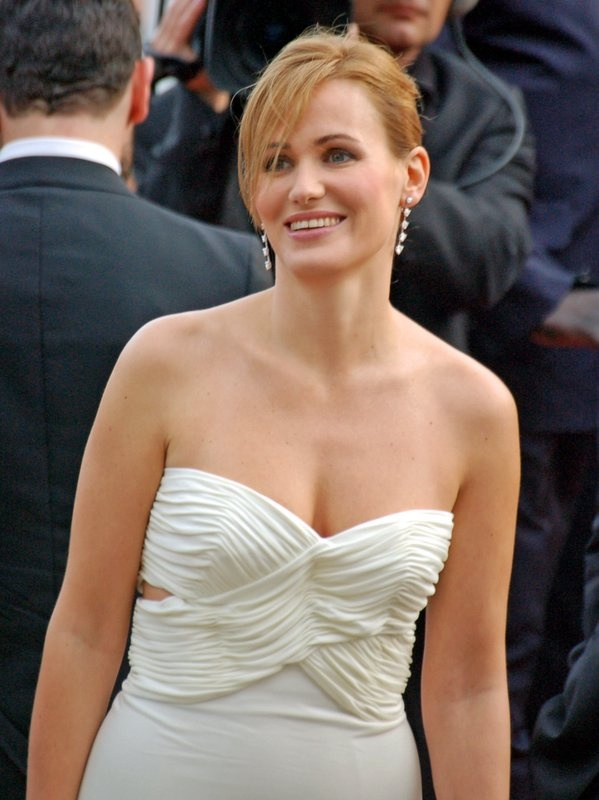
Judith Godrèche
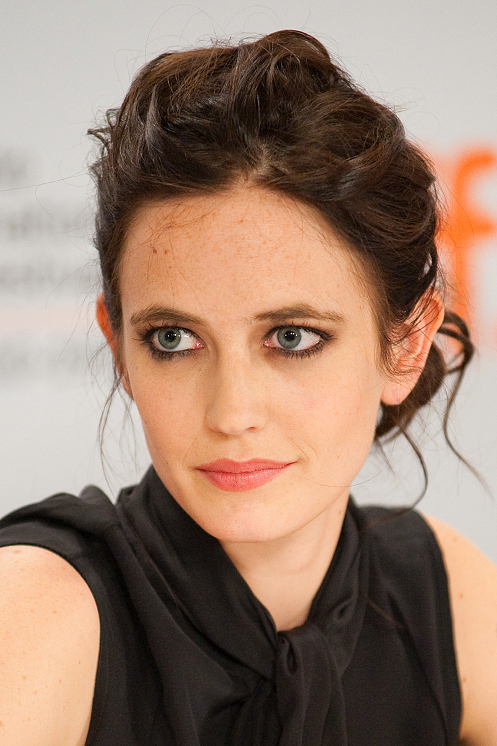
Eva Green
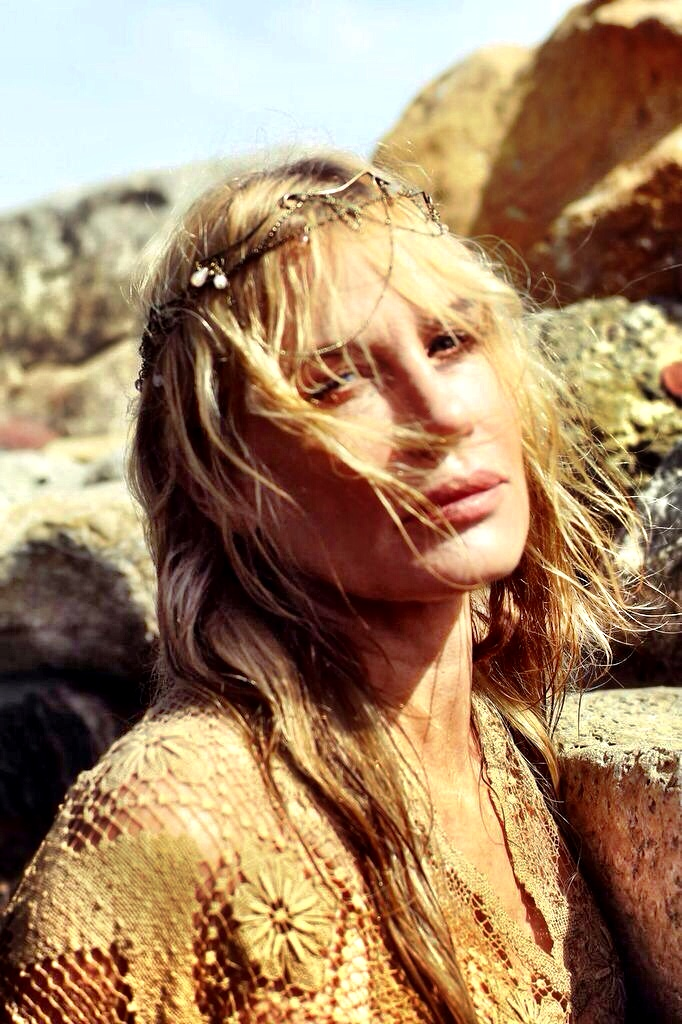
Daryl Hannah
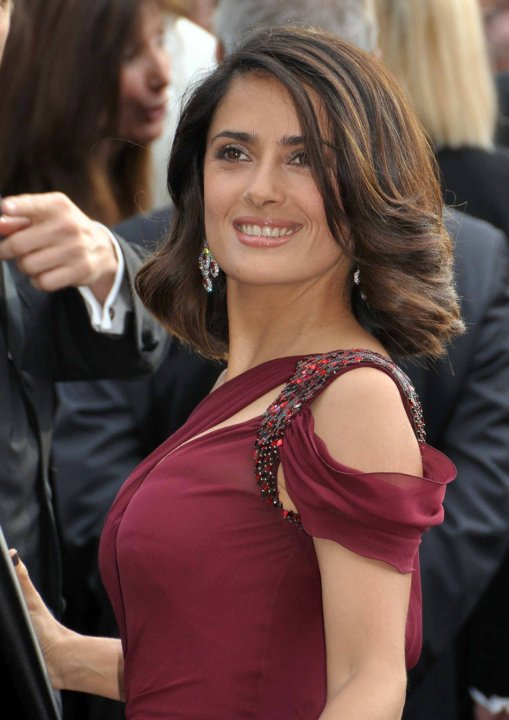
Salma Hayek
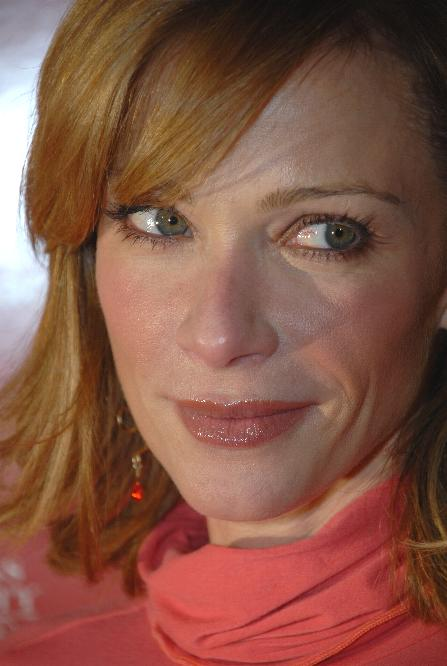
Lauren Holly
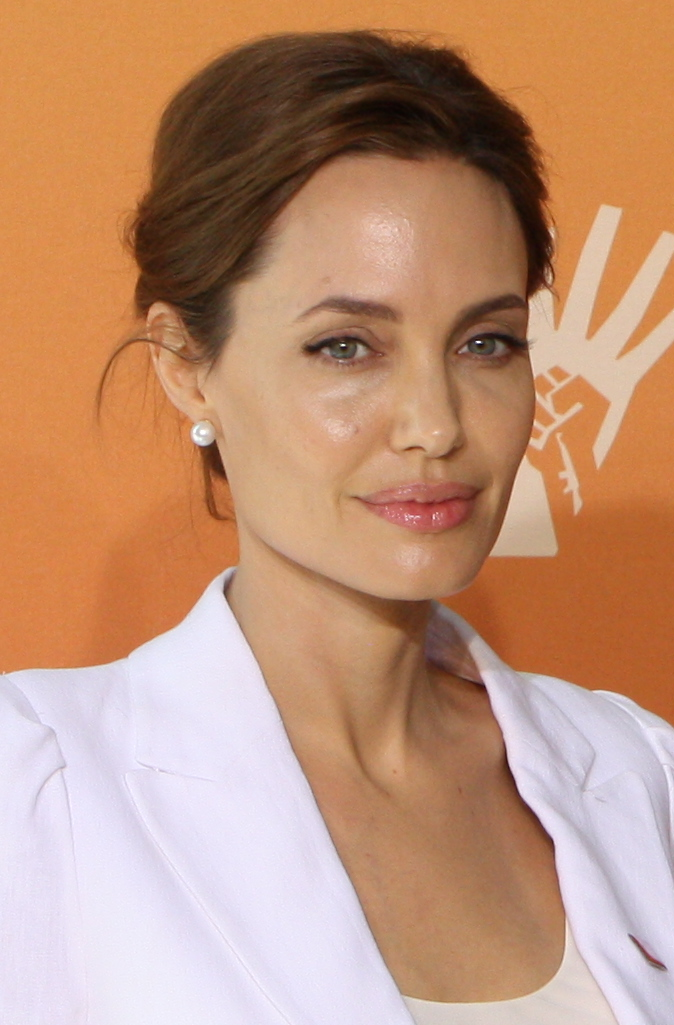
Angelina Jolie
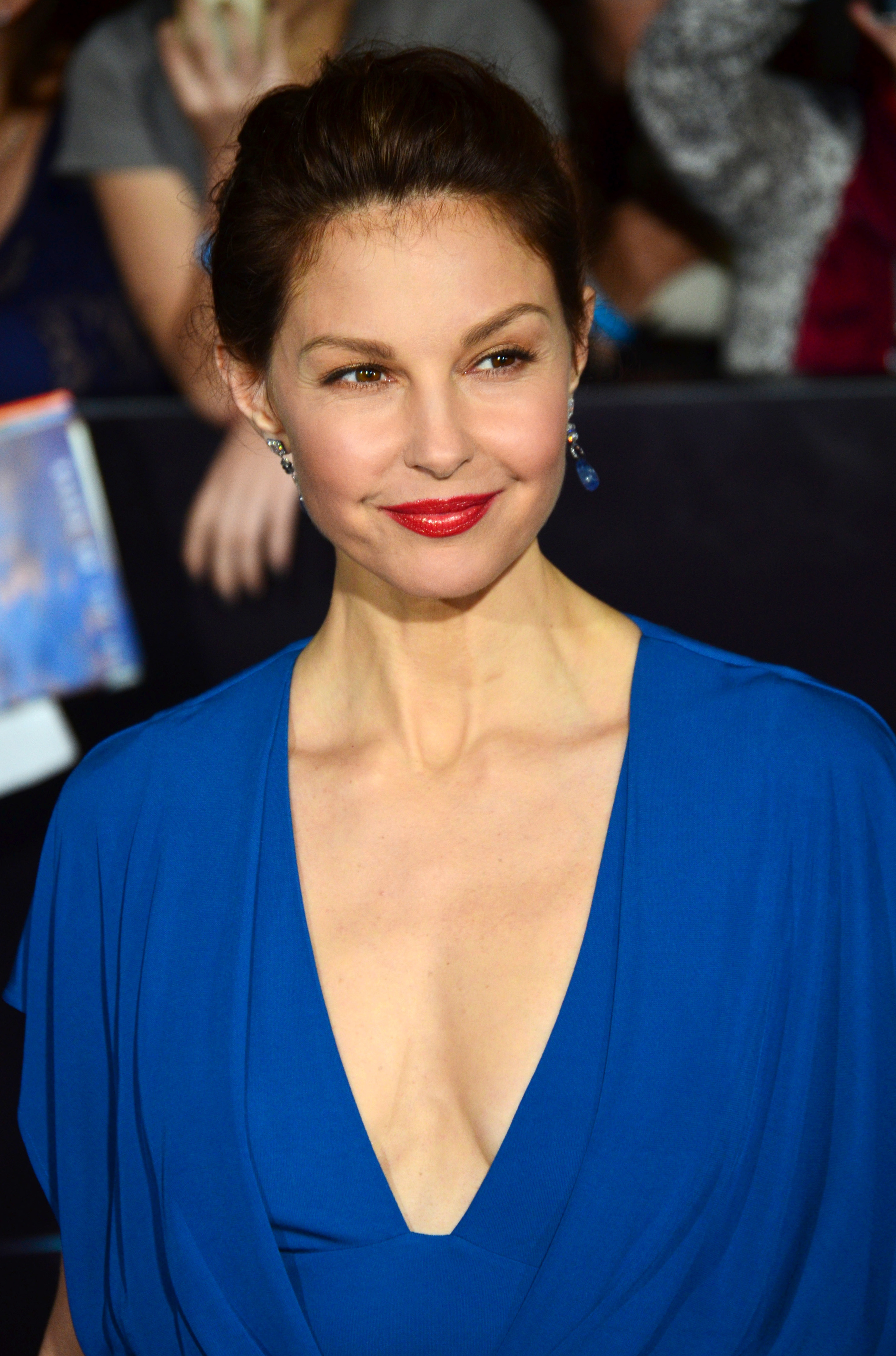
Ashley Judd
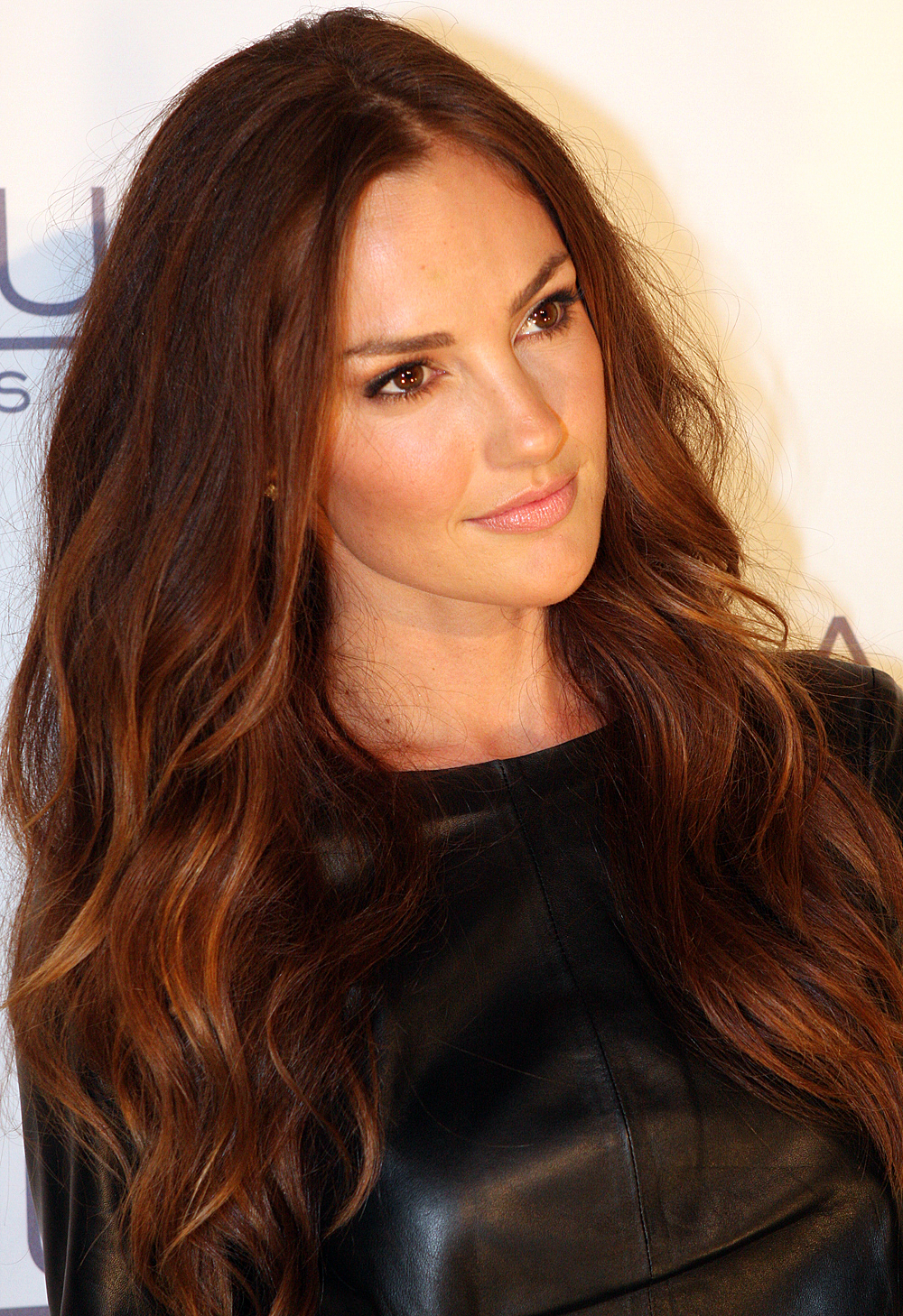
Minka Kelly
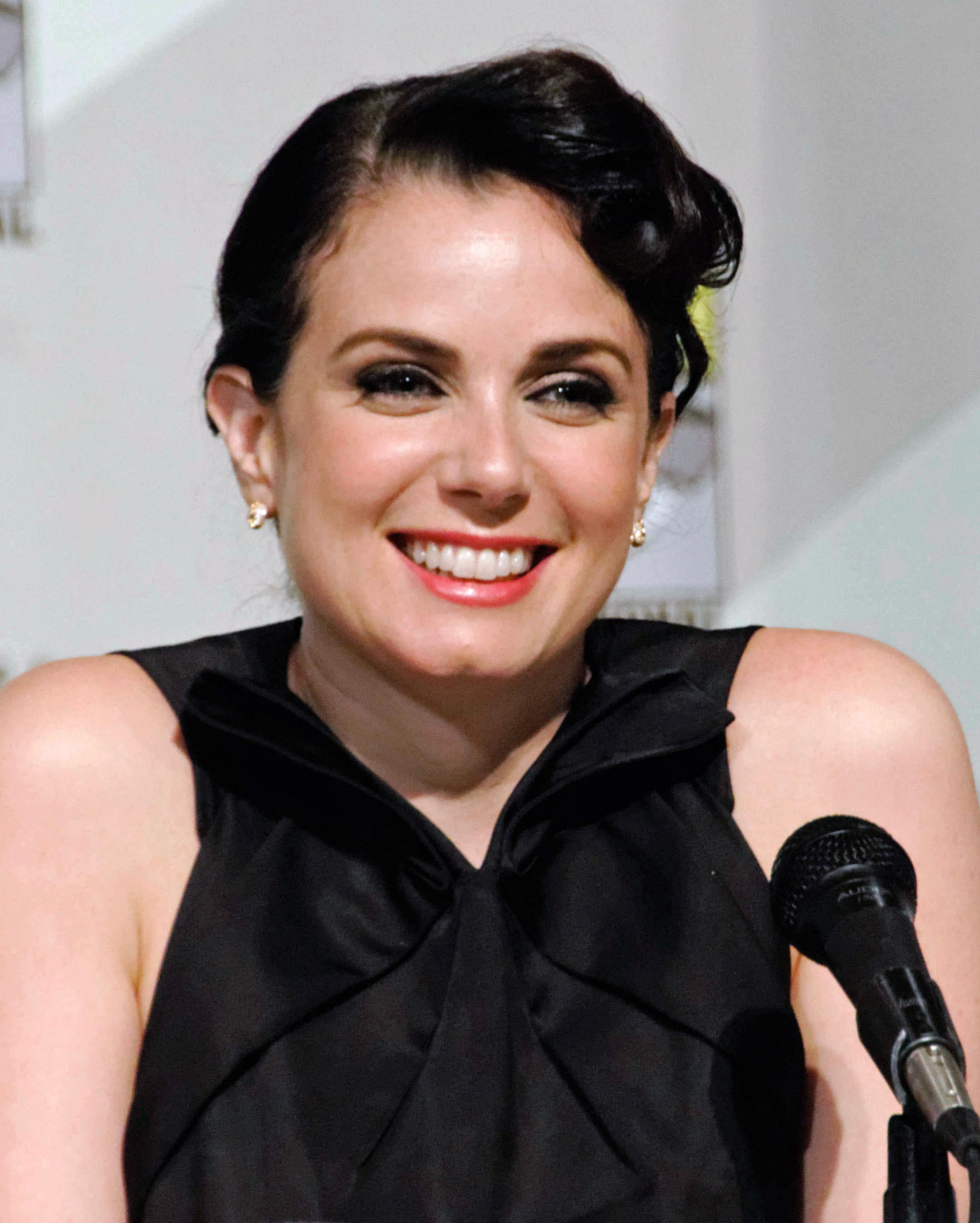
Mia Kirshner
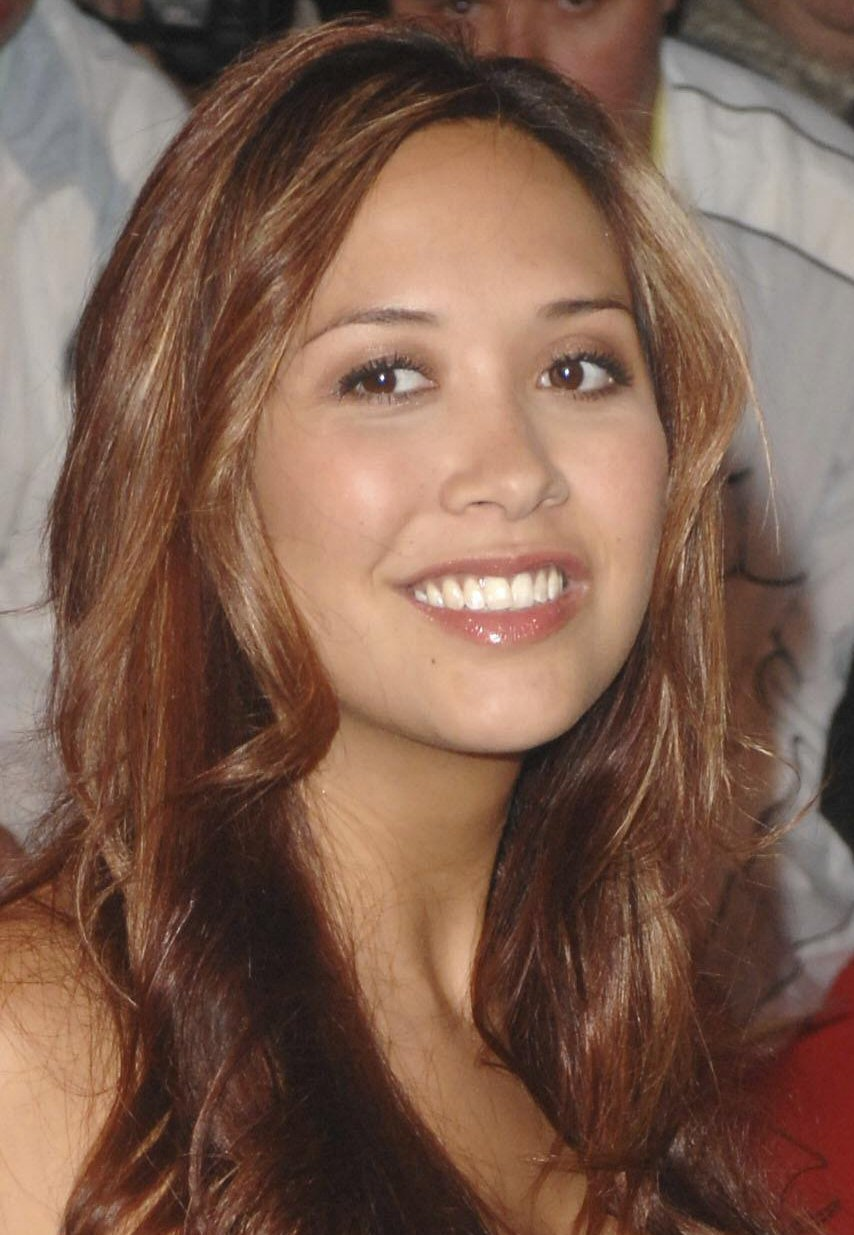
Myleene Klass
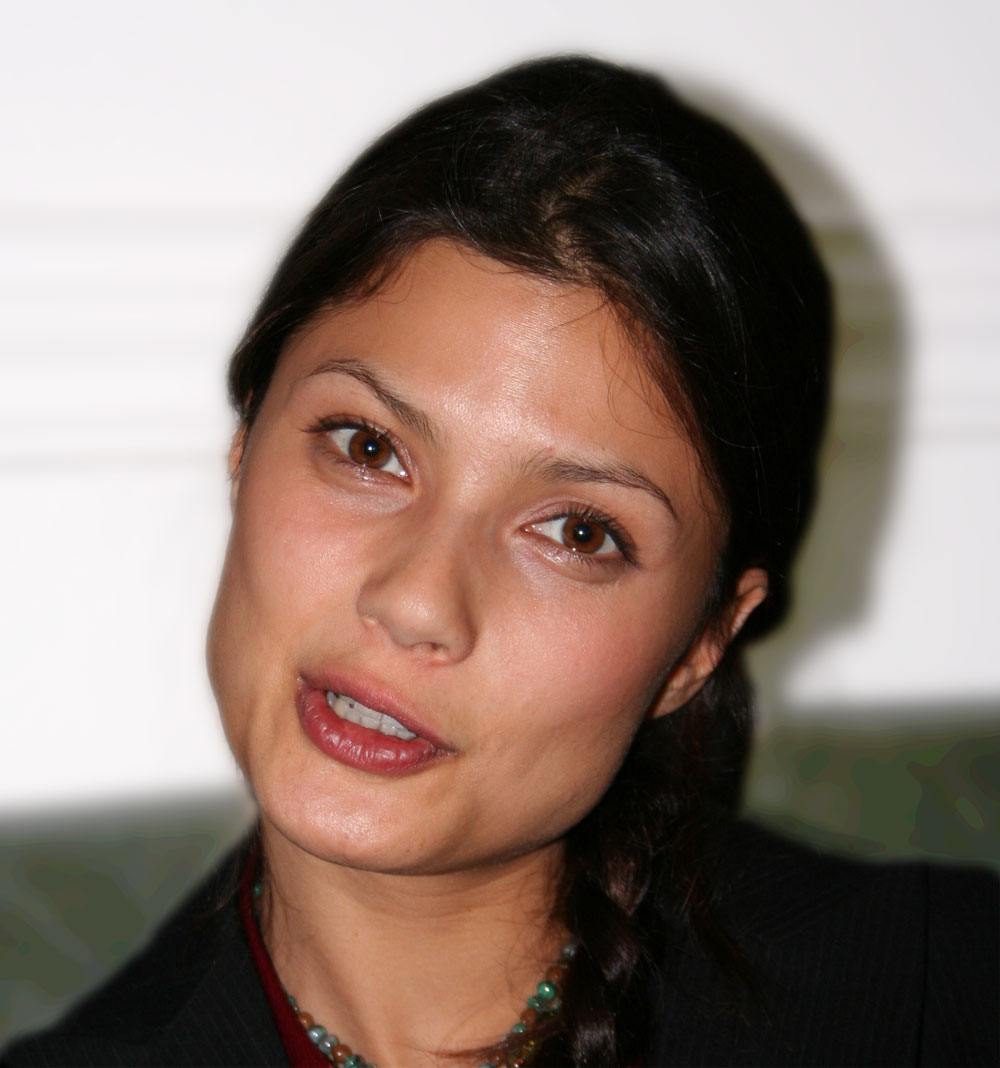
Natassia Malthe
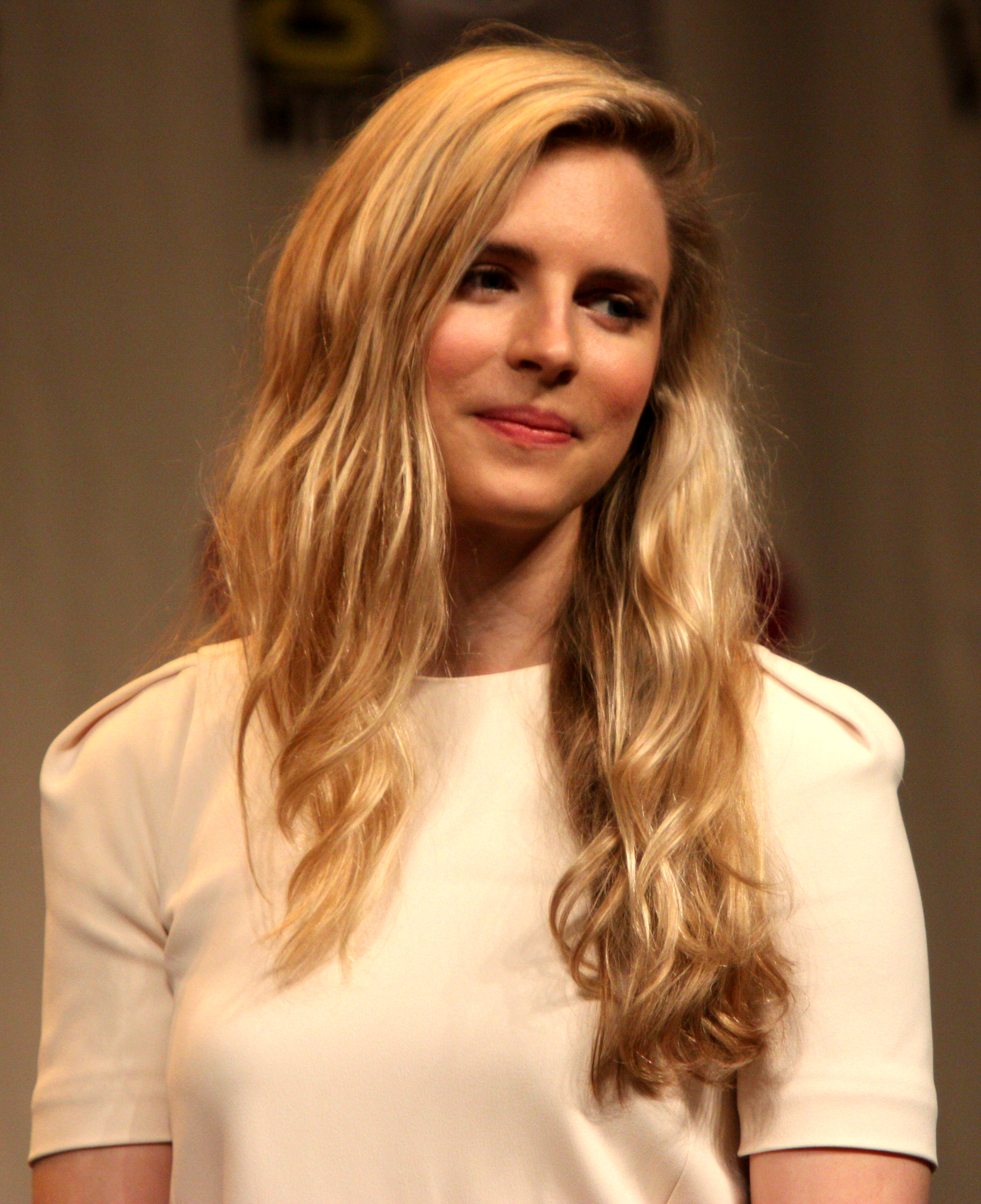
Brit Marling
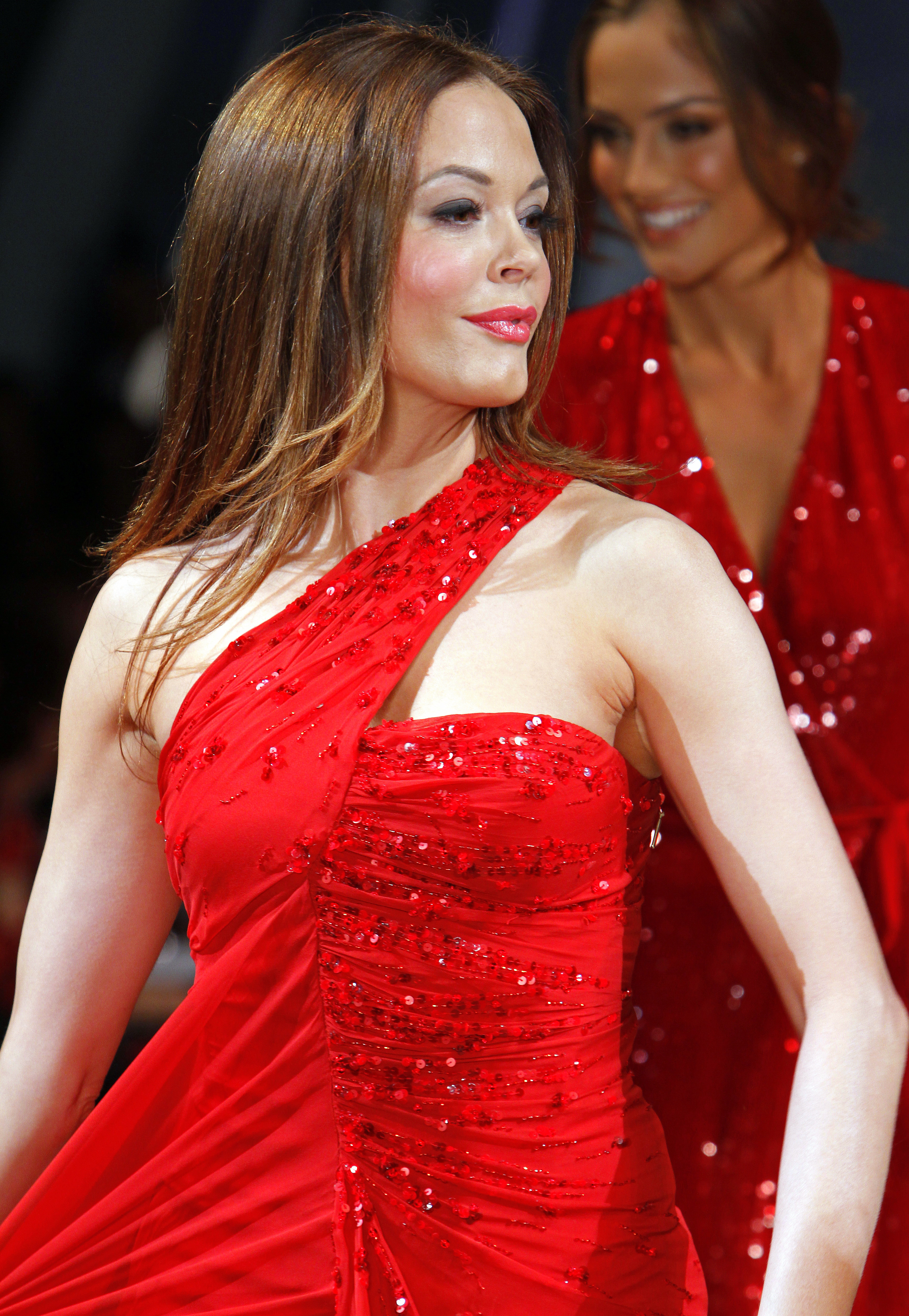
Rose McGowan
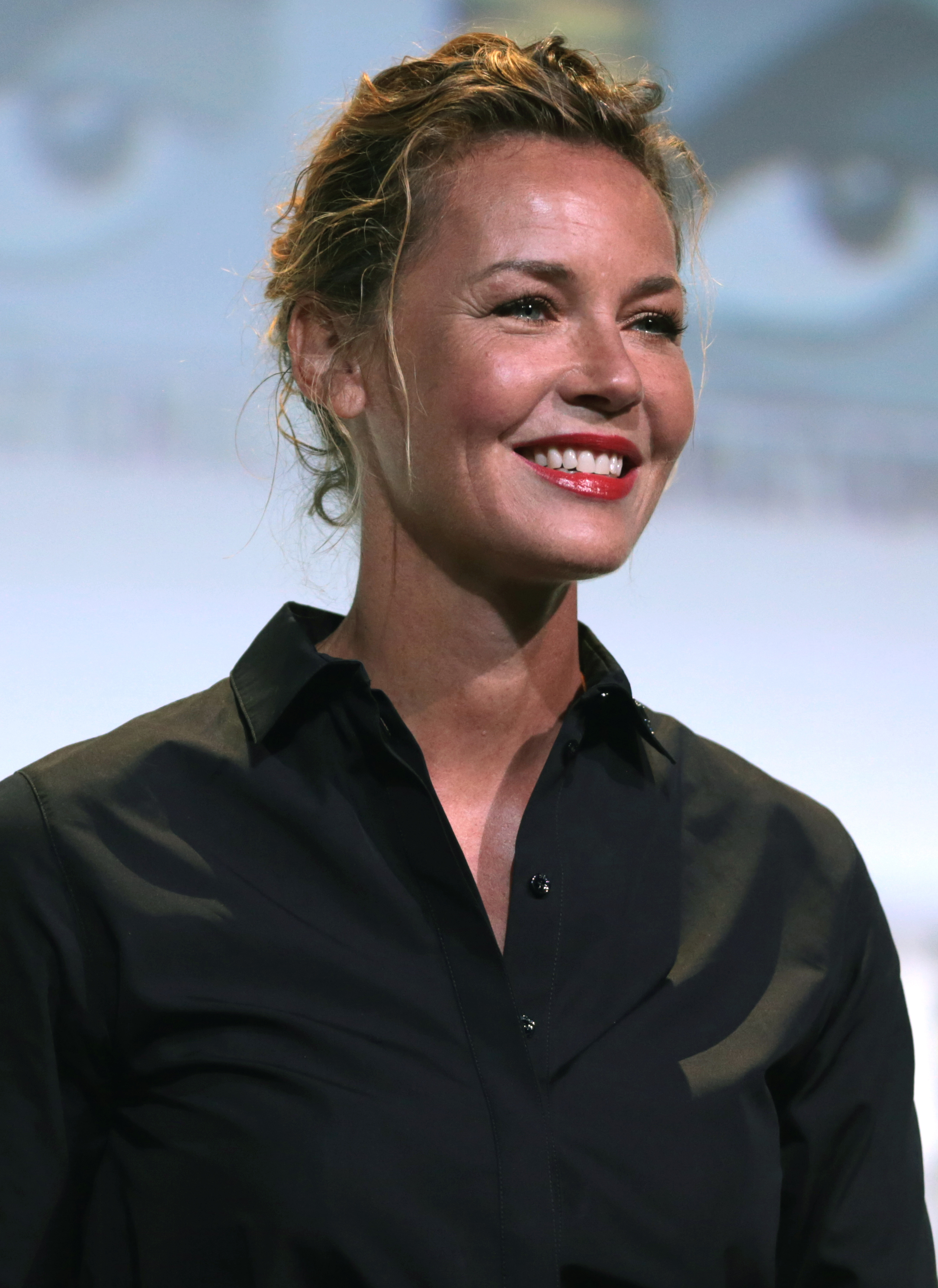
Connie Nielsen
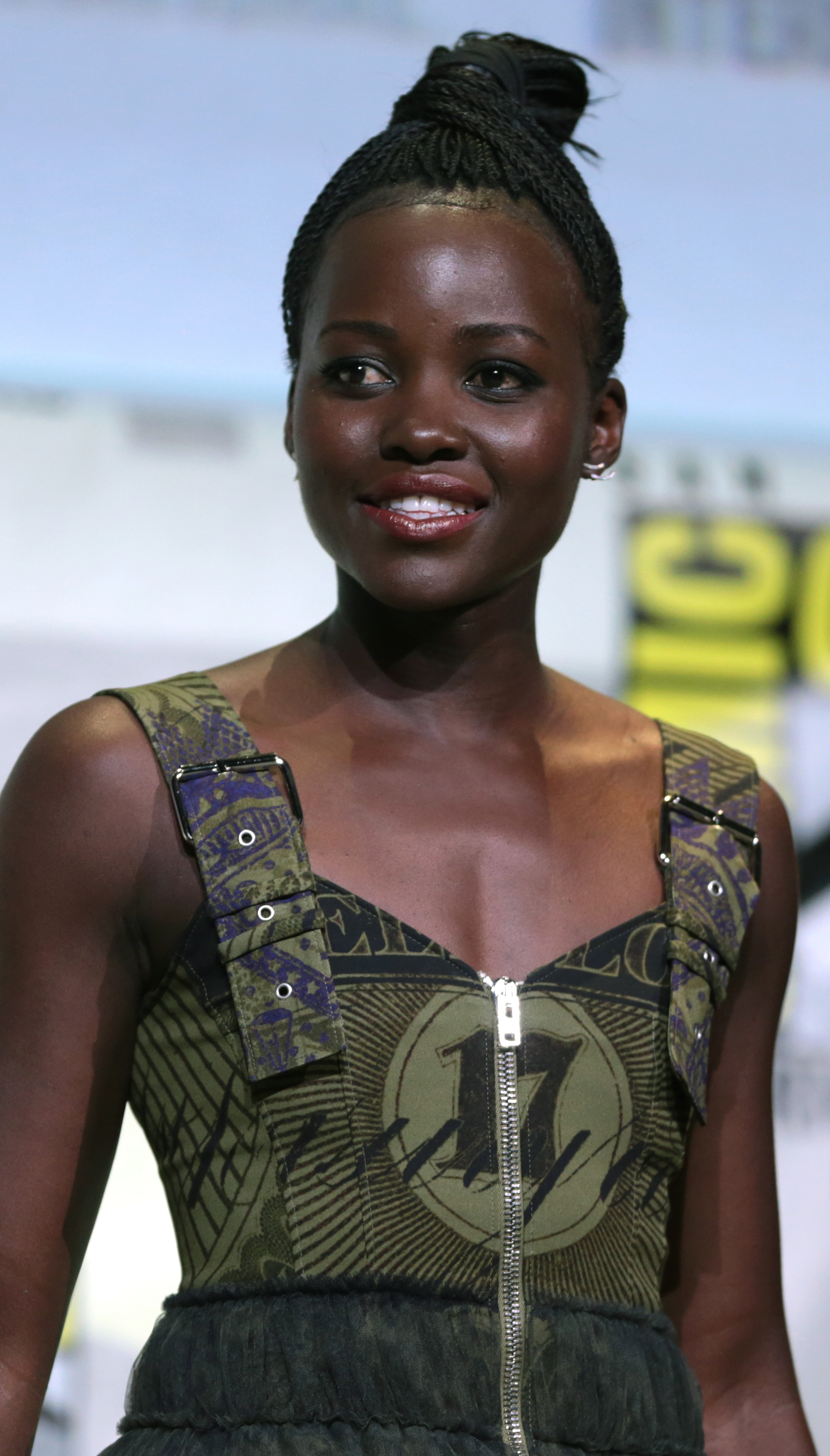
Lupita Nyong'o
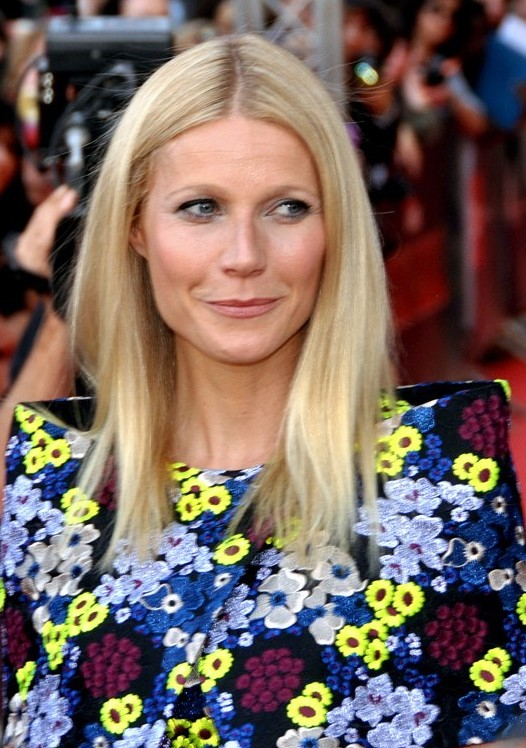
Gwyneth Paltrow
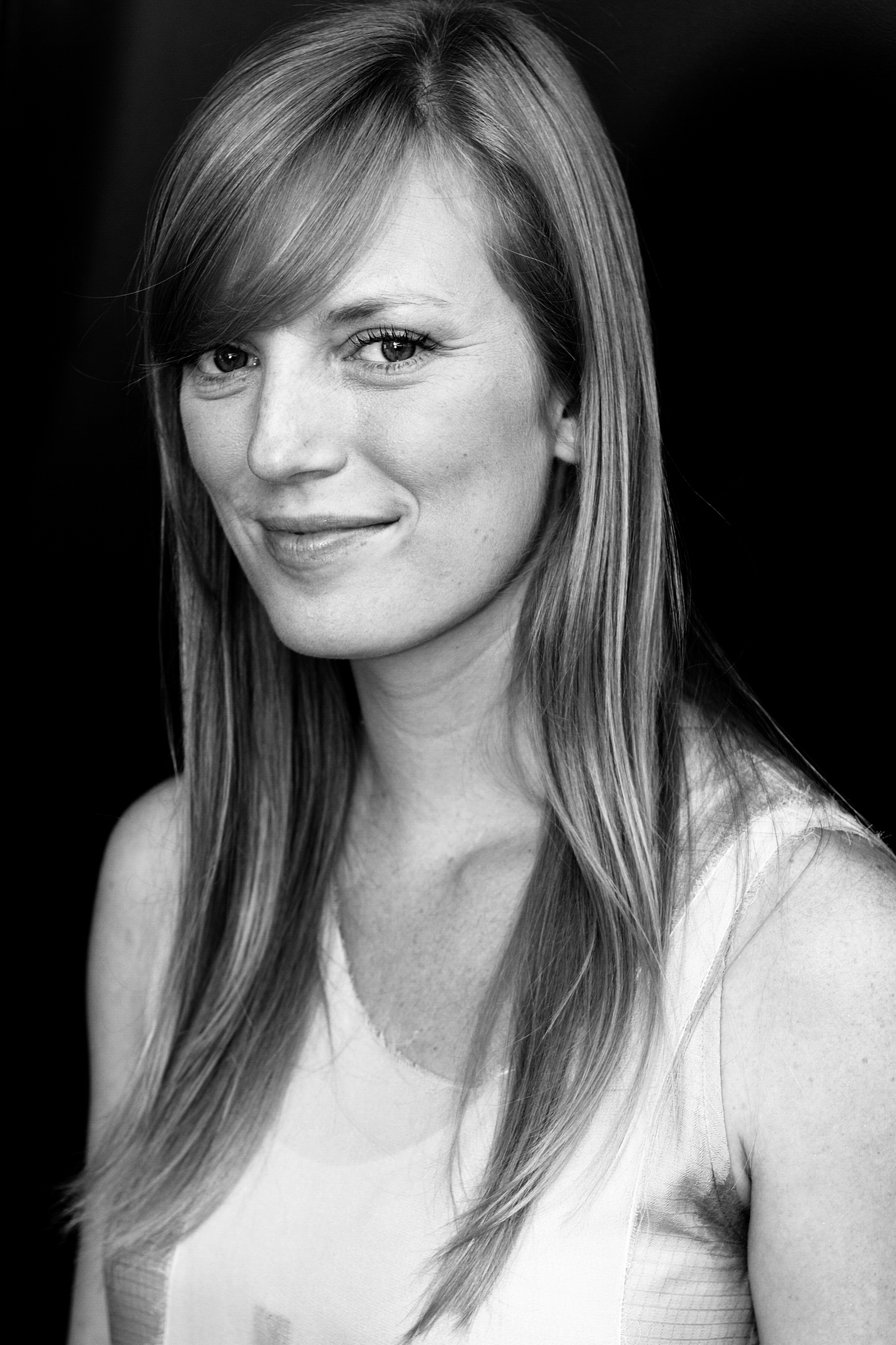
Sarah Polley
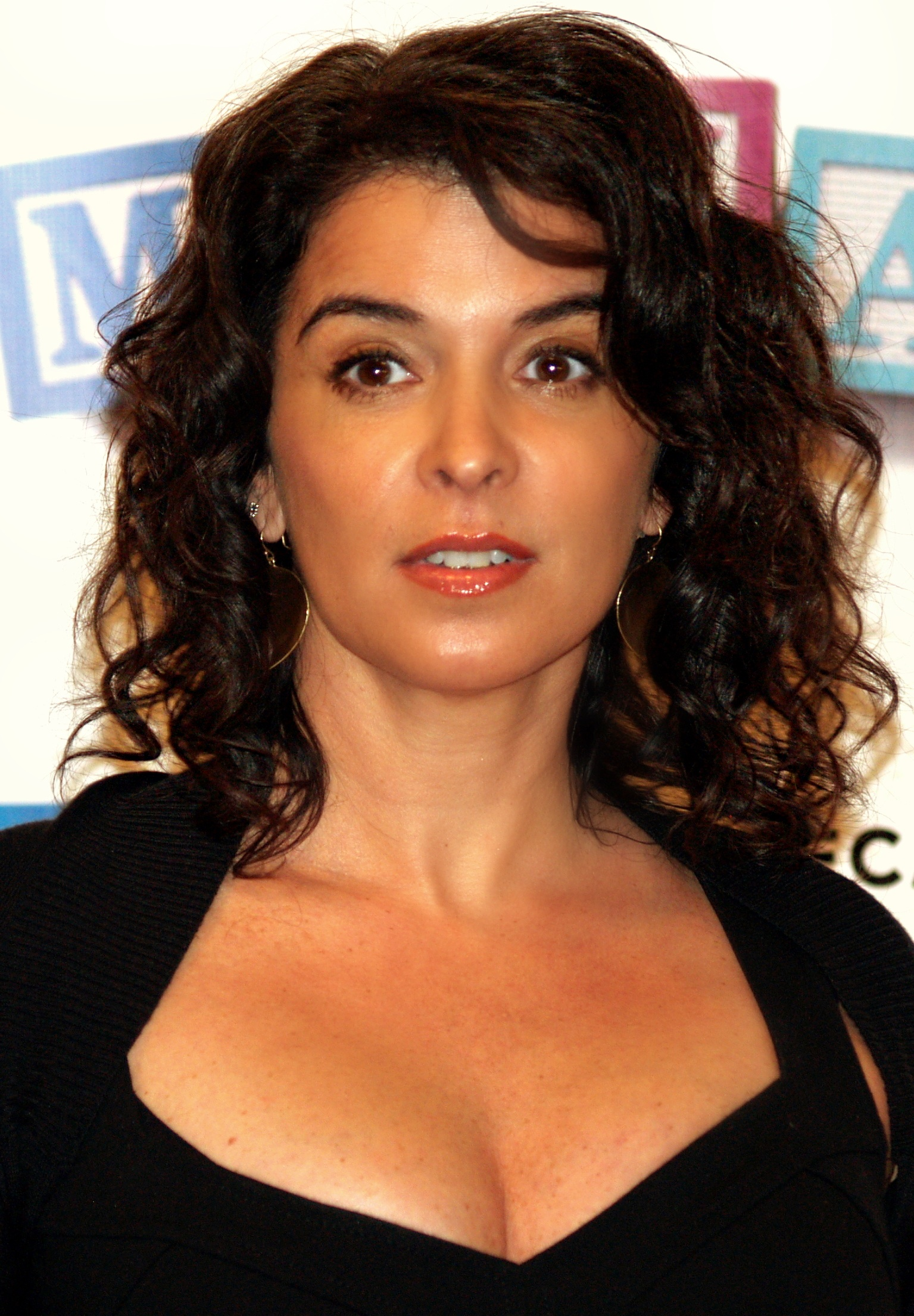
Annabella Sciorra
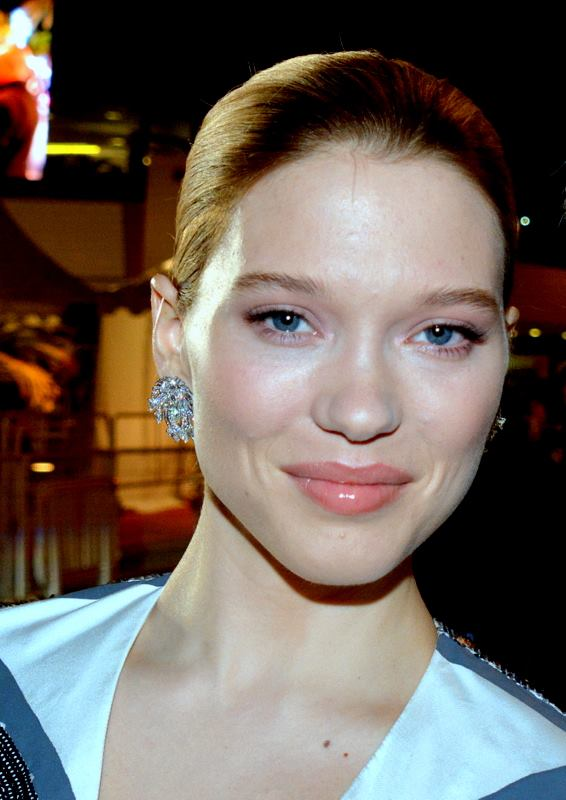
Léa Seydoux
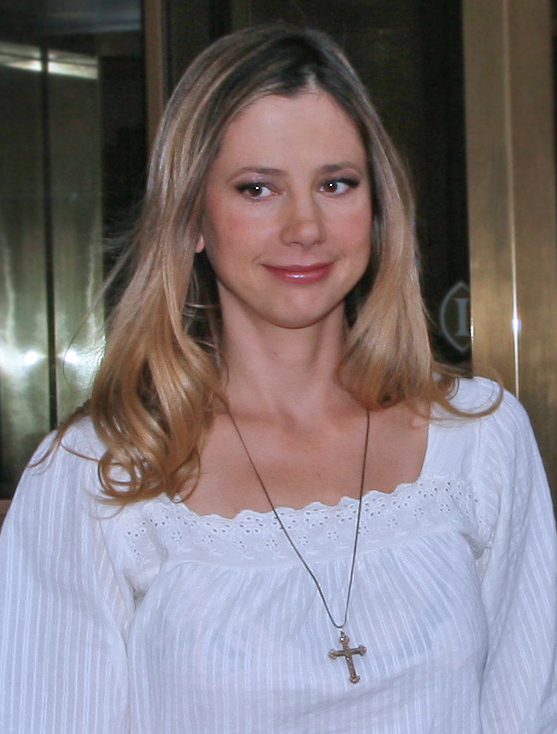
Mira Sorvino
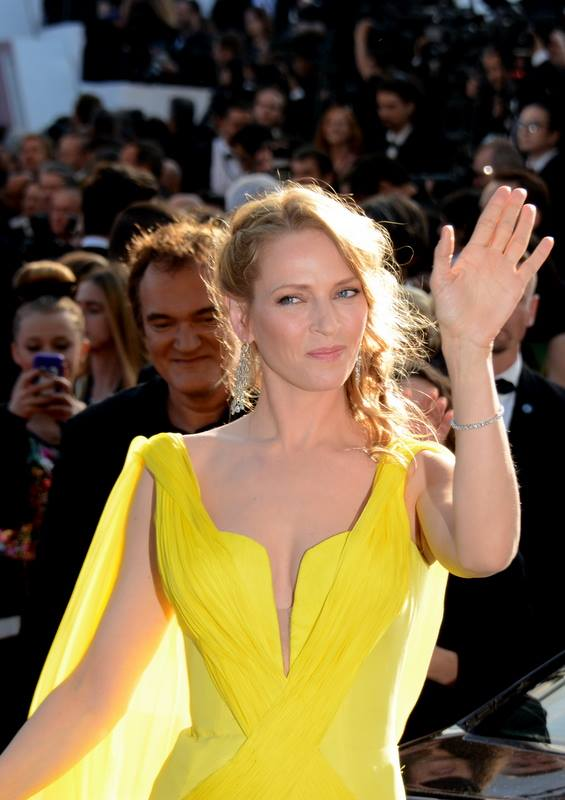
Uma Thurman
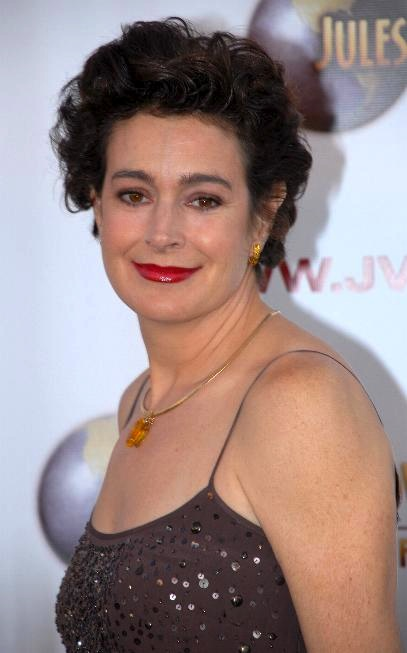
Sean Young

1. Amber Anderson
2. Lysette Anthony
3. Asia Argento
4. Rosanna Arquette
5. Jessica Barth
6. Kate Beckinsale
7. Zoë Brock
8. Juls Bindi
9. Cynthia Burr
10. Cate Blanchett
11. Liza Campbell
12. Alexandra Canosa
13. Marisa Coughlan
14. Emma de Caunes
15. Hope Exiner d’Amore
16. Florence Darel
17. Cara Delevingne
18. Juliana De Paula
19. Sophie Dix
20. Lacey Dorn
21. Kaitlin Doubleday
22. Dawn Dunning
23. Lina Esco
24. Alice Evans
25. Lucia Evans
26. Angie Everhart
27. Claire Forlani
28. Romola Garai
29. Louisette Geiss
30. Louise Godbold
31. Judith Godrèche
32. Trish Goff
33. Eva Green
34. Ambra Gutierrez
35. Mimi Haleyi
36. Daryl Hannah
37. Salma Hayek
38. Lena Headey
39. Natasha Henstridge
40. Lauren Holly
41. Dominique Huett
42. Angelina Jolie
43. Ashley Judd
44. Minka Kelly
45. Katherine Kendall
46. Heather Kerr
47. Mia Kirshner
48. Myleene Klass
49. Laura Madden
50. Natassia Malthe
51. Brit Marling
52. Sarah Ann Masse
53. Ashley Matthau
54. Rose McGowan
55. Natalie Mendoza
56. Sophie Morris
57. Katya Mtsitouridze
58. Emily Nestor
59. Jennifer Siebel Newsom
60. Connie Nielsen
61. Lupita Nyong'o
62. Lauren O'Connor
63. Rosie O'Donnell
64. Gwyneth Paltrow
65. Samantha Panagrosso
66. Zelda Perkins
67. Vu Thu Phuong
68. Sarah Polley
69. Tomi-Ann Roberts
70. Lisa Rose
71. Erika Rosenbaum
72. Melissa Sagemiller
73. Annabella Sciorra
74. Léa Seydoux
75. Lauren Sivan
76. Chelsea Skidmore
77. Mira Sorvino
78. Tara Subkoff
79. Paula Wachowiak
80. Paula Williams
81. Sean Young
82. Paz de la Huerta
83. Caitlin Dulany
84. Nanette Klatt

### Harcèlement et agressions sexuelles
Plus de 60 femmes ont annoncé publiquement avoir subi les viols, agressions sexuelles et le harcèlement de Weinstein. Selon leurs témoignages, il invitait les jeunes actrices dans une suite d'hôtel ou au bureau sous le prétexte de discuter de leur carrière, et exigeait ensuite un massage ou un rapport sexuel. Des collègues et collaborateurs de Weinstein ont indiqué aux journalistes que ces pratiques étaient rendues possibles par le personnel, les personnes associées et les agents qui organisaient ces rendez-vous, ainsi que par les avocats et les publicistes qui supprimaient les plaintes à l'aide de menaces et arrangements financiers.
Les femmes ayant indiqué des agressions de la part de Weinstein forment une longue liste.

### Viols
Plusieurs femmes ont porté des accusations de viol :
1. Lysette Anthony a annoncé à la police britannique que Weinstein l'a violée à la fin des années 1980 chez elle à Londres[24] ;
2. Asia Argento a raconté au The New Yorker qu'en 1997 Weinstein l'a invitée dans une chambre d'hôtel, a levé sa jupe, l'a forcée à ouvrir les jambes et pratiqué un cunnilingus sur elle alors qu'elle lui demandait de façon répétée d'arrêter. ;
3. Lucia Evans déclare qu'après un rendez-vous d'affaire en 2001, Weinstein l'a contrainte à un rapport sexuel oral ;
4. Hope Exiner d'Amore, une ancienne employée de Weinstein, déclare avoir été violée durant un voyage professionnel à New York à la fin des années 1970 ;
5. Selon Mimi Haleyi, Weinstein l'a forcée à des relations sexuelles orales non consenties dans l'appartement de Weinstein à New-York en 2006 alors qu'elle avait une vingtaine d'années[25] ;
6. Dominique Huett indique que Weinstein a pratiqué une relation de sexe oral non consentie sur elle pour ensuite se livrer à d'autres actes sexuels devant elle[26] ;
7. Natassia Malthe raconte qu'en 2008, Weinstein s'est introduit dans sa chambre d'hôtel à Londres et l'a violée[27] ;
8. Rose McGowan écrit sur Twitter qu'elle a averti le directeur de Amazon Studios Roy Price que Weinstein l'avait violée, mais que Price a ignoré ses accusations et continué à collaborer avec Weinstein[28]. Price a démissionné plus tard de son poste après des révélations de harcèlement sexuel de sa part[29] ;
9. Annabella Sciorra affirme qu'au début des années 1990, Weinstein a forcé l'entrée de son appartement, l'a poussée dans son lit et violée[30].
10. Une femme anonyme indique au The New Yorker que Weinstein l'a invitée dans une chambre d'hôtel et l'a forcée à accepter une relation sexuelle malgré ses protestations ;
11. Une autre actrice anonyme rapporte au Los Angeles Times qu'en 2013, Weinstein la harcèle pour entrer dans sa chambre d'hôtel, la saisit par les cheveux, la traîne jusque dans la salle de bain et la viole[31] ;
12. Paz de la Huerta déclare à CBS News qu'elle a été violée à deux reprises en 2010 par Weinstein[32],[33]. Une enquête est ouverte par le bureau du procureur de Manhattan.

### Les réponses d'Harvey Weinstein
En réponse à l'article du New York Times, Harvey Weinstein indique : « Je saisis que la façon de me comporter avec mes collègues dans le passé a causé beaucoup de souffrance et je m'excuse sincèrement ». Il dit qu'il est maintenant en congé sabbatique et qu'il suit une thérapie pour traiter le problème de front. Sa conseillère juridique, Lisa Bloom (en), le décrit comme un dinosaure apprenant de nouvelles façons de faire, mais après avoir reçu des critiques du conseil d'administration de la Weinstein Company, elle met un terme à son contrat de travail avec Weinstein le 7 octobre 2017.
L'avocat d'Harvey Weinstein, Charles Harder, indique que son client va poursuivre The New York Times, mais le 15 octobre Harder ne travaille plus pour lui.
En réponse au New Yorker, une porte-parole d'Harvey Weinstein indique :
« Any allegations of non-consensual sex are unequivocally denied by Mr. Weinstein. Mr. Weinstein has further confirmed that there were never any acts of retaliation against any women for refusing his advances… Mr. Weinstein has begun counseling, has listened to the community and is pursuing a better path. Mr. Weinstein is hoping that if he makes enough progress, he will be given a second chance. »
« Monsieur Weinstein nie sans équivoque toute accusation de relation sexuelle non consentie. Monsieur Weinstein a aussi ajouté qu'il n'a jamais eu aucun geste de représailles envers des femmes qui auraient refusé ses avances. Monsieur Weinstein a commencé à consulter, il a écouté ce qu'on disait de lui et commencé à améliorer son comportement. Monsieur Weinstein espère que s'il y parvient suffisamment à progresser, on lui donnera une seconde chance. »
Début novembre 2017, Benjamin Brafman est choisi par Harvey Weinstein pour le représenter dans les affaires d'agressions sexuelles qui concernent ce dernier.

### Réactions

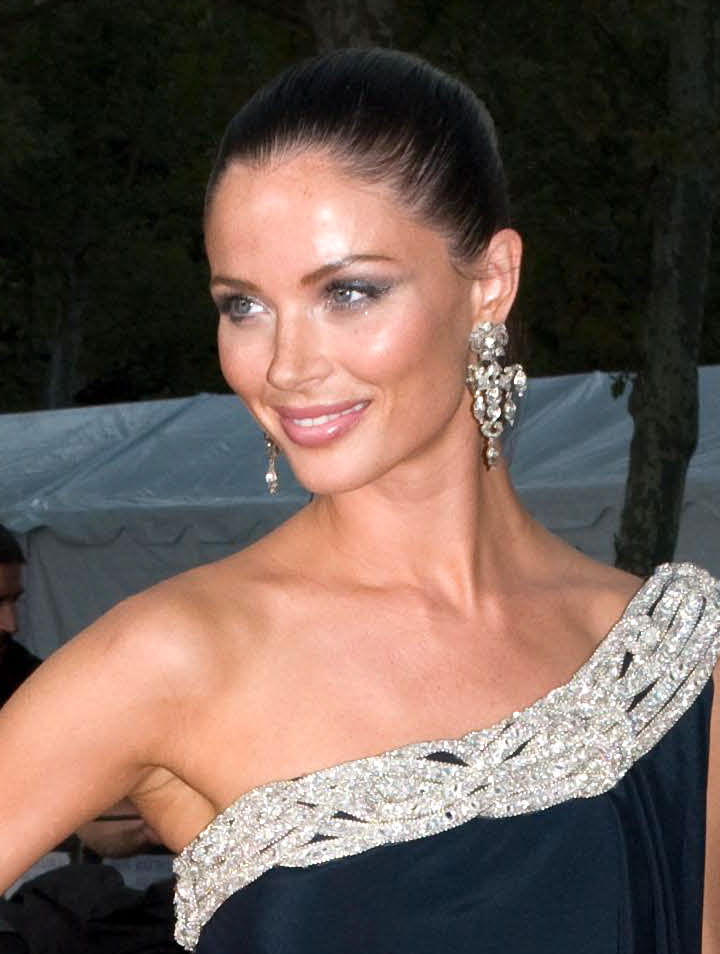
Georgina Chapman annonce son divorce avec Weinstein.

Les agissements allégués de Weinstein sont dénoncés par des personnalités éminentes de l'industrie du divertissement et de la sphère politique, et provoquent des discussions publiques à propos de ce que l'Academy of Motion Picture Arts and Sciences indique être « l'ignorance voulue et la complicité honteuse avec des comportements de prédateurs sexuels et de harcèlement au travail dans l'industrie du cinéma ». The Guardian contacte vingt acteurs masculins qui ont travaillé avec Weinstein ; aucun ne commente. L'article conclut qu'alors que la plupart des femmes condamnent les agissements de Weinstein, « la plupart des hommes influents de l'industrie du cinéma sont demeurés silencieux ».
Asia Argento témoigne le 5 octobre 2017 dans le New York Times : elle publie ensuite la liste des victimes de Harvey Weinstein et transmet l'information via son compte Twitter et essuie des critiques acerbes en Italie. Renato Farina évoque la concernant une pratique de prostitution, niant le viol et les agressions subies. Vittorio Feltri, éditeur en chef de Libero écrit même que la relation sexuelle était forcément consentie, et qu'Argento devrait éprouver de la gratitude envers Weinstein. L'homme politique et critique d'art Vittorio Sgarbi affirme avoir appris de l'ancien époux d'Asia Argento que la relation entre cette dernière et Weinstein était consensuelle, et juge que l'actrice agit par opportunisme. L'actrice annonce qu'à la suite de ces critiques, elle quitte l'Italie et s'installe en Allemagne pour échapper au slutshaming.

### Associations professionnelles
Le 8 octobre 2017, le conseil d'administration de la Weinstein Company licencie Weinstein et le 17 octobre, il démissionne de son poste au conseil d'administration. Plusieurs entreprises mettent fin à leur collaboration avec la Weinstein Company, notamment Apple (9 octobre 2017), Hachette (12 octobre), Amazon (13 octobre), Lexus et Ovation (25 octobre).
Durant la semaine suivant le licenciement de Weinstein, la British Academy of Film and Television Arts suspend le statut de membre de Weinstein et l'Academy of Motion Picture Arts and Sciences, qui octroie les Academy Awards, expulse Weinstein. De plus, la Producers Guild of America expulse Weinstein après un vote du Conseil d'administration unanime.

### Politique
Des personnalités du monde politique condamnent les agissements d'Harvey Weinstein. Hillary Clinton, Barack Obama et Michelle Obama dénoncent le comportement allégué de Weinstein le 10 octobre 2017. Le président français Emmanuel Macron initie le retrait de la Légion d'honneur de Weinstein. Au Royaume-Uni, des membres du parti travailliste du parlement exigent le retrait du titre de Commander of the British Empire de Weinstein.
Des politiciens soutenus par Harvey Weinstein donnent les fonds reçus à des organismes de charité, notamment les sénateurs démocrates Al Franken, Patrick Leahy et Martin Heinrich.

### Autres réactions
L'épouse de Weinstein Georgina Chapman annonce le 10 octobre 2017 qu'elle demande le divorce.
En octobre 2017, l'University at Buffalo engage une procédure de révocation de son diplôme honorifique et l'Université Harvard abroge la médaille de 2014 W. E. B. Du Bois, attribuée à des personnes en reconnaissance de leurs contributions à la culture afro-américaine.
Le 19 octobre 2017, Quentin Tarantino reconnaît publiquement avoir fermé les yeux à l'époque des faits :

« Je savais qu'il avait fait plusieurs de ces choses. J'aurais aimé prendre mes responsabilités par rapport à ce que j'ai entendu. Si j'avais fait ce que j'aurais dû faire alors, je n'aurais pas dû travailler avec lui,,. »

## Procédure

### Enquête judiciaire
En octobre 2017, la police de New York (NYPD), la police de Londres et la police de Los Angeles (LAPD) enquêtent sur les allégations d'agressions de Weinstein à la suite des rapports sur ses agissements. Les investigations concernent les allégations de sept femmes pour des agressions commises entre 1980 et 2015, à Londres et ailleurs. L'enquête de la LAPD concerne une allégation de viol par une actrice anonyme.
Le 23 octobre 2017, le procureur général de New York Eric Schneiderman ouvre une enquête sur les droits civiques concernant la Weinstein Company, en introduisant une subpoena (injonction) concernant des registres ayant trait à des plaintes pour harcèlement sexuel et discrimination au sein de l'entreprise Weinstein.
La police de Beverley Hills annonce l'ouverture d'une enquête le 30 octobre. À cette date, 80 femmes ont témoigné publiquement avoir été victimes de Harvey Weinstein. James Toback est également mis en cause pour des faits similaires.
Le 11 février 2018, Le procureur de l’État de New York annonce avoir assigné en justice le studio fondé par Harvey Weinstein et son frère Robert, pour ne pas avoir protégé ses employés face au harcèlement sexuel et aux intimidations,.

### Inculpation
Harvey Weinstein est inculpé le 25 mai 2018 pour une agression sexuelle à l'encontre de l'ex-actrice Lucia Evans en 2004 et un viol à l'encontre d'une autre femme en 2013. Il plaide non coupable. Après son inculpation, il est remis en liberté moyennant une caution d’un million de dollars, le port d’un bracelet électronique et la remise de son passeport. Le 2 juillet suivant, il est inculpé de trois chefs d'accusations supplémentaires, dont deux chefs d'« agression sexuelle prédatrice », pour un « acte sexuel forcé » sur une troisième femme en 2006. Bien que l'acte d'accusation soit silencieux sur son identité, il est révélé dans les médias que cette troisième présumée victime est Miriam Haley, ex-assistante de production de The Weinstein Company. Weinstein plaide non coupable de ces nouvelles accusations le 9 juillet et est de nouveau libéré sous caution après le rejet d'une demande du procureur pour qu'il soit assigné à résidence.
Le 11 octobre, le juge ordonne l'abandon de l'accusation concernant les allégations de Lucia Evans. Selon un document rendu public par l'accusation, une amie de Lucia Evans a affirmé à un enquêteur l'avoir entendue dire qu'elle avait accepté de son plein gré de faire la fellation pour obtenir un rôle, ce que dément l'ex-actrice.
À la suite de l'abandon de l'accusation, l'avocate de Lucia Evans, Carrie Goldberg, déclare : « La décision du procureur d'abandonner ma cliente n'invalide pas la véracité de ses accusations. Cela met en lumière un système qui doit être réformé », mettant en cause le « le bureau du procureur de l’État et sa mauvaise gestion de la cause de ma cliente ». Concernant le témoignage de l'amie de Lucia Evans, Goldberg déclare : « C'est ma cliente qui a présenté cette tierce personne comme témoin… mais vous devez comprendre que la version des faits de ma cliente a été corroborée par cette femme et ce n'est que lorsqu'elle a été interrogée par l'avocat de son père au téléphone qu'il y a eu soudainement un revirement… Nous devons examiner ses motivations ici… c'était il y a 15 ans pour cette femme aussi ».
Le 5 novembre, l'avocat de Weinstein, Ben Brafman, réclame l'abandon de l'ensemble des accusations contre l'ex-producteur, soulignant que les deux présumées victimes restantes ont continué à échanger des messages avec Weinstein après leurs agressions alléguées et que cette information n'a pas été dévoilée au grand jury lors du dépôt des accusations. Il souligne également que le même enquêteur accusé d'avoir omis de faire état du témoignage contredisant la déposition de Lucia Evans a conseillé à l'une des accusatrices d'effacer de son téléphone portable les éléments qu'elle jugerait gênants, contrairement aux instructions des procureurs. Cela prouve, selon lui, que le dossier a été « irréparablement entaché ». Cependant, le 20 décembre, le juge autorise la poursuite à aller de l'avant, estimant que les procureurs « ne sont pas tenus de présenter des preuves à décharge ou atténuantes devant le grand jury », que les accusations de « fautes » à l'encontre des procureurs ou des forces de l'ordre sont « sans fondement » et que les dossiers des deux accusatrices restantes n'ont pas été « contaminés » par les erreurs de l'enquêteur,.

### Report du procès
Le procès pour agression sexuelle, initialement prévu le 6 mai 2019 est reporté au 3 juin en raison du renouvellement de l'équipe d'avocats de Weinstein,. Lors d'une audition destinée à déterminer si d'autres femmes pourront témoigner lors du procès en plus des deux femmes à l'origine des inculpations, le procès est reporté de 3 mois, au 9 septembre 2019. Le procès est finalement reporté une troisième fois, à janvier 2020, en raison d'un nouvel acte d'inculpation, déposé afin d'inclure le témoignage de l'actrice Annabella Sciorra.

### Sélection du jury
En janvier 2020, commence la sélection du jury pour le procès pour multiples agressions sexuelles, pendant que des femmes manifestent à l'extérieur du Tribunal en reproduisant la chorégraphie chilienne devenue hymne international contre les violences faites aux femmes : « Le violeur, c’est toi »
Harvey Weinstein fait une arrivée remarquée avec un déambulateur. Selon ses avocats, l'ex-producteur souffre alors du dos depuis un accident de voiture survenu en août 2019.
Au premier jour, le juge James Burke rejette les demandes de la défense de séquestrer le jury et d'appeler à témoigner l'enquêteur impliqué dans l'abandon des accusations de Lucia Evans. Il rejette également une demande de la poursuite pour une ordonnance de bâillon contre les avocats de Weinstein, mais recommande à ces derniers de ne plus mentionner les accusatrices dans leurs interventions médiatiques,. 
Au deuxième jour, le juge rejette la demande de la défense de repousser à plus tard la sélection du jury en raison des accusations contre Weinstein en Californie, déposées le jour précèdent. Il rejette également la demande de la poursuite d'incarcérer Weinstein pendant son procès. 
Au troisième jour, les avocats de Weinstein demandent la récusation du juge Burke après que ce dernier a menacé d'envoyer l'ex-producteur en prison pour avoir utilisé son cellulaire dans la salle d'audience. Ils réclament à nouveau le report de la sélection du jury. La défense réclame également l’exclusion de la salle d’audience de l’avocate Gloria Allred, représentant Mimi Haleyi et d’autres témoins, affirmant avoir l'intention de la faire témoigner. Cependant, le juge rejette cette dernière demande, estimant la possibilité de ce témoignage trop incertaine. 
Au quatrième jour, le juge refuse la demande de récusation de la défense, déclarant aux avocats de Weinstein que ce dernier agissait de manière « indisciplinée et provocatrice et défiait les officiers de la Cour lorsqu'ils lui demandaient de ranger son téléphone ». Il rejette également de nouveau la demande de reporter le procès,. 

### Condamnation
Le 24 février 2020, Weinstein est déclaré coupable de viol sur la personne de Jessica Mann et d'agression sexuelle sur la personne de Mimi Haleyi, mais disculpé de la circonstance aggravante de « comportement prédateur ». C'est la première reconnaissance de culpabilité de l'ère post-MeToo. Weinstein risquait jusqu'à 25 ans de prison : il a été condamné à 23 ans de prison le 11 mars 2020. Le juge, James Burke, a motivé son choix par l'absence totale de remords de l'accusé, la gravité de ses crimes et la nécessité de dissuader de commettre ce type de crime. Le 25 avril 2024, La Cour d'appel de New York annule la condamnation de Harvey Weinstein en 2020 dans l'État et ordonne un nouveau procès. Il restera cependant toujours en prison à Los Angeles, en Californie, après avoir été condamné dans l'État en 2022 pour viol.

## Impact international
Cette affaire encourage de nombreuses victimes à parler en Europe mais aussi en Asie, ou encore en Afrique, avec les propos par exemple d'une actrice de Nollywood comme Annabella Zwyndila. Elle a des répercussions sociétales, déclenchant un vaste débat.
L’actrice américaine Alyssa Milano encourage les femmes à raconter ce qu’elles ont vécu en reprenant sur Twitter le hashtag #metoo, inspiré par une campagne lancée en 2007 par Tarana Burke. Elle reçoit plus de 65 000 réponses. En France, la journaliste française Sandra Muller lance la version française de #metoo, le hashtag #BalanceTonPorc. Elle utilise délibérément le mot « porc » puisqu'il s'agissait du surnom attribué à Harvey Weinstein à Cannes. Elle entend plus largement souligner que les hommes qui agissent de la sorte ne se comportent pas comme des êtres humains. Pour la sociologue Irène Théry ce mouvement signifie que « la honte, peu à peu, change de camp ». Le 17 octobre, soit en l'espace de trois jours, 150 000 messages sont échangés. 16 000 personnes ont témoigné de harcèlement, d'agression, ainsi que de viol.
Au début du mois d'octobre 2017, la municipalité de Deauville efface de la promenade des planches le nom d'Harvey Weinstein, peint à la suite de l'hommage qui lui avait été rendu par le Festival du cinéma américain en 1998.
Dépassant la seule mobilisation sur les réseaux sociaux, de nombreuses manifestations sont organisées en France dans plusieurs villes le 30 octobre 2017 afin de dénoncer les violences faites aux femmes. Les mobilisations ne tardent pas à enclencher de nombreuses enquêtes visant personnalités ou organisations.
Dans les mois qui suivent, de nombreuses personnalités publiques sont accusées d'agression sexuelle, de harcèlement, voire de viol : le phénomène est surnommé « effet Weinstein ». Les témoignages sont principalement le fait de femmes, mais des hommes disent aussi avoir été victimes de tels comportements. Parmi les personnes accusées, on peut citer l'acteur Kevin Spacey, les cinéastes James Toback et Luc Besson, l'humoriste Louis C.K., les photographes de mode Bruce Weber et Mario Testino, le producteur Gilbert Rozon ou l'islamologue Tariq Ramadan. Fin 2017, le phénomène atteint également l'Académie suédoise qui décerne les prix Nobel, lorsque le Français Jean-Claude Arnault, époux de l'académicienne Katarina Frostenson et personnalité influente au sein de l'Académie, est accusé de viols ou d'agressions sexuelles par plusieurs femmes. L'Académie rompt tous ses liens avec Arnault, mais se trouve plongée en pleine crise de gouvernance, le scandale poussant plusieurs de ses membres à démissionner. L'attribution du prix Nobel de littérature 2018 est reportée,,.
L'affaire inspire également le mouvement Time's Up, destiné à lutter contre le harcèlement sexuel au travail.
De manière plus générale, ces mouvements d'opinion contribuent à lancer des réflexions sur les inégalités entre hommes et femmes en milieu professionnel : en février 2018, le journal médical The Lancet reconnaît l'inégalité dont pâtissent les femmes dans le domaine scientifique, y compris en ce qui concerne leurs chances de publier ou d'être sélectionnées dans les comités de rédaction des revues. L'éditorial souligne l'importance historique des mouvements #metoo et #timesup dans cette prise de conscience.

## Filmographie
- L'Intouchable, documentaire de 2019 sur l'affaire.

- She Said film américain réalisé par Maria Schrader, sorti en 2022. Adapté du livre du même nom de Jodi Kantor et Megan Twohey, il revient sur l'enquête journalistique ayant révélé l'affaire.